# التاريخ البشري

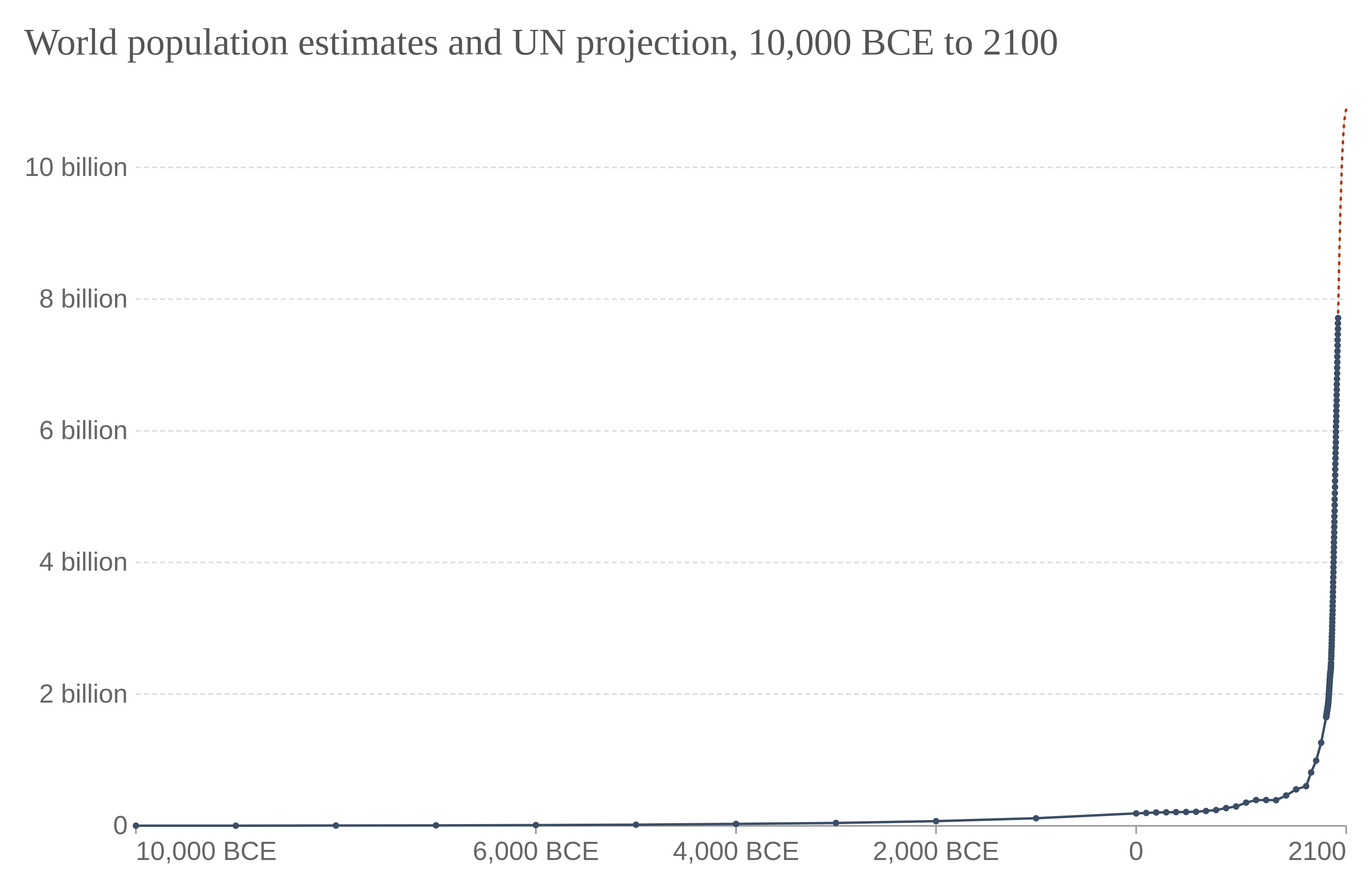
سكان العالم من 10000 ق.م إلى 2000 م، مع الإسقاط حتى 2100 م

التاريخ البشري والمعروف أيضًا باسم تاريخ العالم هو مصطلح لتاريخ البشر يتم فهمها ودراستها من خلال علم الآثار والأنثروبولوجيا وعلم الوراثة واللغويات. فهي تبدأ مع ظهور الإنسان العاقل في أفريقيا حوالي 200,000 سنة، مروراً بالكرومانيون وانقراض نياندرتال وبدايات رسوم الكهوف ومروراً بالحضارة الكبارية وتدجين الماعز، إلى بدايات ظهور أريحا أقدم المدن المأهولة، وبداية الثقافة في الصين وباكستان، إلى صهر النحاس، وبدايات حضارات بلاد ما بين النهرين، وخصوصاً الحضارة السومرية واختراع الكتابة وبداية التاريخ منذ حوالي 5500 سنة.

خريطة أولى الهجرات البشرية، خلال 200 ألف عام تقريباً

مع العصر البرونزي وبداية الكتابة في الحضارة السومرية كانت حضارات أخرى قد بدأت بالنشوء مثل، الحضارة الكيكلادية ونورتي شيكو ومن ثم عيلام في إيران وقيام الأسرة الأولى في مصر وبناء ستونهنج في نسخته الأولى، وقد شهد هذا العصر أول استخدام معروف لورق البردي من قبل المصريين، ونشوء حضارة وادي السند والمملكة المصرية القديمة وحضارة المايا وبدايات النصوص الأدبية السومرية، ومن ثم اكمال الملك خوفو للهرم الاكبر، والفترة نفسها شهت انقراض الماموث، وشهد التاريخ بعد ذلك قيام أول إمبراطورية قوية في بلاد الرافدين وهي الإمبراطورية الأكدية وتبع ذلك تدجين الحصان، وظهور قوانين حمورابي، وظهور يونان الموكيانية وبداية هيمنة الحيثيون على منطقة شرق المتوسط.
ومع بداية انتشار استخدام الحديد، وكتبت الإلياذة والأوديسة، وظهرت الألعاب الأوليمبية، وتأسست روما، وصعدت الإمبراطورية الميدية، وبني سد مأرب وظهرت الإمبراطورية الفارسية ، وشهدت الفترة ولادة بوذا وماهافيرا وتبع ذلك سقوط الإمبراطورية البابلية وامتدت الإمبراطورية الفارسية في عصر دارا الأول من تراقيا إلى ليبيا، وشهدت الفترة تأسيس الجمهورية الرومانية وإرساء الديمقراطية في أثينا وهزيمة الفرس في معركتي ماراثون وسالاميس ونهاية الحروب الفارسية اليونانية وعصر سقراط وأفلاطون وأرسطو، ثم صعود الإمبراطورية الفرثية.
مع ولادة يسوع في الناصرة وبداية التاريخ الميلادي، مني الرومان بهزيمة في معركة غابة تويتوبورغ، ودمرت القدس من قبل جيوش تيتوس ودمر بركان فيزوف بومبي، وسقطت الإمبراطورية الفرثية وصعدت مكانها الإمبراطورية الساسانية، ونقل الرومان عاصمتهم من روما إلى ميلانو ونظم قسطنطين العظيم مجمع نيقية، وانتهى وجود الإمبراطورية الرومانية الغربية عام 476 لتبدأ العصور الوسطى، والتي أعقبها بروز نجم القبائل الجرمانية بشكل واضح ابتداءً من توحيد كلوفيس الأول جميع قبائل الفرنجة تحت حكمه إلى إنشاء مملكة القوط الشرقيون.
شهد عام 571 ولادة محمد نبي الإسلام وبدأت حضارة جديدة وانتهت حروب الروم والفرس وقد تركت كلا الطرفين منهكين ولم يتمكنا من التعاون لوقف المد الإسلامي الجديد القادم من جزيرة العرب، وهاجر محمد إلى المدينة، وفي عام 627 حدثت معركة نينوى حيث تمكن البيزنطيين من هزيمة جيش فارس، وتوسع المد الإسلامي مع فتح القدس وباقي بلاد فارس عقب معركة نهاوند وفتحت الإسكندرية وإسبانيا ومعركة بلاط الشهداء.
عام 750 بدأت الخلافة العباسية ومن حوالي سنة 780 وما بعدها، شهدت أوروبا غزوات وأدت النهضة الكارولنجية لإحياء العلم والفلسفة لأوروبا وأنشئت الجامعات الأولى في بولونيا وباريس وأكسفورد ومودينا. وقد استقر الفايكنج في الجزر البريطانية وفرنسا وأماكن أخرى، في حين تطورت الممالك المسيحية الإسكندنافية في أوطانهم الاسكندنافية. وتوقف توسع المجريين وتم الاعتراف بمملكة مسيحية في هنغاريا، ولعبت السلالات المقدونية التي كانت امتدادًا للإمبراطورية البيزنطية دوراً في بعث صربيا وبلغاريا.
في القرن الحادي عشر وصلت الكنيسة الكاثوليكية إلى ذروة قوتها السياسية في هذا الوقت، ودعت الجيوش من مختلف أنحاء أوروبا إلى سلسلة من الحروب الصليبية ضد الأتراك الذين سيطروا على الأرض المقدسة، وبالتالي تأسيس الدول الصليبية في بلاد الشام.
أنتجت العصور الوسطى العديد من الأشكال المختلفة من الأعمال الفكرية والروحية والفنية، وشهد هذا العصر صعود النزعة العرقية، والتي تطورت لاحقاً إلى القومية المدنية الحديثة في معظم أوروبا، والصعود الإيطالي وصعود وهبوط الحضارة الإسلامية في الأندلس وإعادة اكتشاف أعمال أرسطو، وبلغ ذروة الفن البيزنطي في القرن الثاني عشر في الهندسة المعمارية، والعديد من الكاتدرائيات القوطية.
في القرن الثالث عشر توقف الازدهار والنمو في أوروبا بسبب سلسلة من المجاعات والأوبئة، مثل المجاعة الكبرى والموت الأسود وانخفض عدد السكان إلى نحو النصف، ومع هجرة السكان والاضطرابات الاجتماعية والحروب، شهدت فرنسا وإنجلترا انتفاضات الفلاحين وشهدت أوروبا حرب المائة عام، وعلى الرغم من هذه الأزمات شهد القرن الرابع عشر تقدما كبيراً في مجال الفنون والعلوم بعد تجدد الاهتمام في النصوص اليونانية والرومانية القديمة التي تجذرت في العصور الوسطى، وبدأ عصر النهضة الإيطالية وأدى الاتصال مع العرب أثناء الحروب الصليبية لازدهار ذلك، ومع اختراع الطابعة التي سهلت نشر الكلمة المطبوعة وديمقراطية التعلم أديا لاحقاً إلى الإصلاح البروتستانتي في نهاية هذه الفترة.
يعتبر القرن الخامس عشر جسراً بين العصور الوسطى المتأخرة وعصر النهضة المبكرة، ويمكن في وقت لاحق النظر إلى العديد من التطورات التكنولوجية والاجتماعية والثقافية على ما عرف بالمعجزة الأوروبية، وقد كان لانقسام الكنيسة الكاثوليكية دوراً في الإصلاح البروتستانتي في القرن التالي، وفي القرن نفسه شهد تطورات عسكرية فقد سقطت القسطنطينية، عاصمة الإمبراطورية البيزنطية بيد الدولة العثمانية مما اضطر الأوروبيين الغربيين للعثور على طريق تجاري آخر، فبدأ عصر الإبحار والاستكشافات الإسبانية والبرتغالية، وأول وصول للأمريكتين والمرور برأس الرجاء الصالح، وشهد العقد الأخير من القرن سقوط نهائي لمملكة غرناطة، أما في آسيا فقد حكم الإمبراطور يونغلي الصين وبنى المدينة المحرمة وأمر باستكشاف العالم، وفي أفريقيا أدى انتشار الإسلام إلى تدمير الممالك المسيحية في النوبة، وفي الأمريكتين وصلت إمبراطورية الإنكا وآزتك إلى ذروة نفوذها.
يعتبر المؤرخون القرن السادس عشر عصر صعود الغرب فقد بدأت إسبانيا والبرتغال استكشاف البحار في العالم، وفتح طرق التجارة في المحيطات وأصبحت أجزاء كبيرة من العالم الجديد مستعمرات إسبانية وبرتغالية، وفي أوروبا، أعطى الإصلاح البروتستانتي ضربة كبيرة للسلطة البابوية والكنيسة الرومانية الكاثوليكية حيث أصبحت السياسة الأوروبية تهيمن عليها النزاعات الدينية، وفي الشرق الأوسط، واصلت الدولة العثمانية التوسع وأخذ السلطان لقب الخليفة، وأجلت الصين المناطق الساحلية، بسبب القرصنة اليابانية. وعانت اليابان من حرب أهلية، وتوسعت سلطنة مغول الهند لتشمل معظم شبه القارة في جنوب آسيا وطرح كوبرنيكوس نظرية مركزية الشمس وكون الأرض جرماً يدور في فلكها.
شهد القرن السابع عشر فترة العصر الذهبي الهولندي وعصر الباروك والثورة العلمية، كما شهد في أوروبا حرب الثلاثين عاما والحرب التركية الكبرى، ونهاية الثورة الهولندية، وتفكك الكومنولث البولندي والحرب الأهلية الإنجليزية وشهدت القرن بداية الاستعمار الأوروبي للأمريكتين بشكل جدي، وفي خضم ذلك كان هناك انتصار للدولة العثمانية، وبدأ عهد قوة السيخ في البنجاب، وانهار عهد أسرة مينغ، وبحلول نهاية القرن، كان الأوروبيون قد طوروا علم اللوغاريتمات والكهرباء والتلسكوب والمجهر، وحساب التفاضل والتكامل والجاذبية الكونية وقوانين نيوتن للحركة وضغط الهواء.
خلال القرن الثامن عشر ومع سطوع التنوير عقب الثورتين الفرنسية والأمريكية وأصبحت الفلسفة والعلم في الصدارة، وقد شهد تراجع الدولة العثمانية بعد أن فشلت في مواكبة التقدم التكنولوجي في أوروبا، وشهد القرن 18 أيضًا نهاية الكومنولث البولندي وهزيمة الجيوش العثمانية العظيمة، وأصبحت بريطانيا العظمى هي القوة الرئيسية في جميع أنحاء العالم مع هزيمة فرنسا في الأمريكتين وبدأت الثورة الصناعية في بريطانيا مع إنتاج المحرك البخاري.
شهد القرن التاسع عشر انهيار الإمبراطوريات الإسبانية والفرنسية والصينية والرومانية المقدسة وهذا فتح المجال لتنامي نفوذ الإمبراطورية البريطانية والروسية والألمانية والولايات المتحدة واليابان، وقد توسعت الإمبراطورية الروسية في الشرق بينما توسعت البريطانية في الغرب، وشهد القرن اكتشافات علمية واختراعات وتطور في مختلف العلوم، وبدأت الثورة الصناعية، وتضاعف عدد سكان أوروبا من حوالي 200 مليون إلى أكثر من 400 مليون نسمة، وكانت السكك الحديدية أكبر تقدم عبر العصور، وأصبحت لندن أكبر مدينة في العالم، وأصبحت الليبرالية حركة الإصلاح البارزة في أوروبا، وانخفضت العبودية بعد نجاح ثورة العبيد في هايتي وبدأ إلغاء الرق، وتأسست مدن جديدة كشيكاغو في الولايات المتحدة وملبورن في أستراليا، كما شهد القرن تطوير في العديد من الألعاب الرياضية، ومع ضعف الحكم العثماني في البلقان تم إنشاء صربيا، بلغاريا، الجبل الأسود ورومانيا نتيجة الحرب الروسية العثمانية الثانية، وشهد القرن العشرين اندلاع الحرب العالمية الأولى والثانية وإنهاء الاستعمار وتأسيس الأمم المتحدة، وظهر تطور واضح في المواصلات والاتصالات وزيادة النمو السكاني، وولادة الثورة الرقمية.

## ما قبل التاريخ (3.3 مليون سنة إلى 3000 ق.م)

### تطور الإنسان

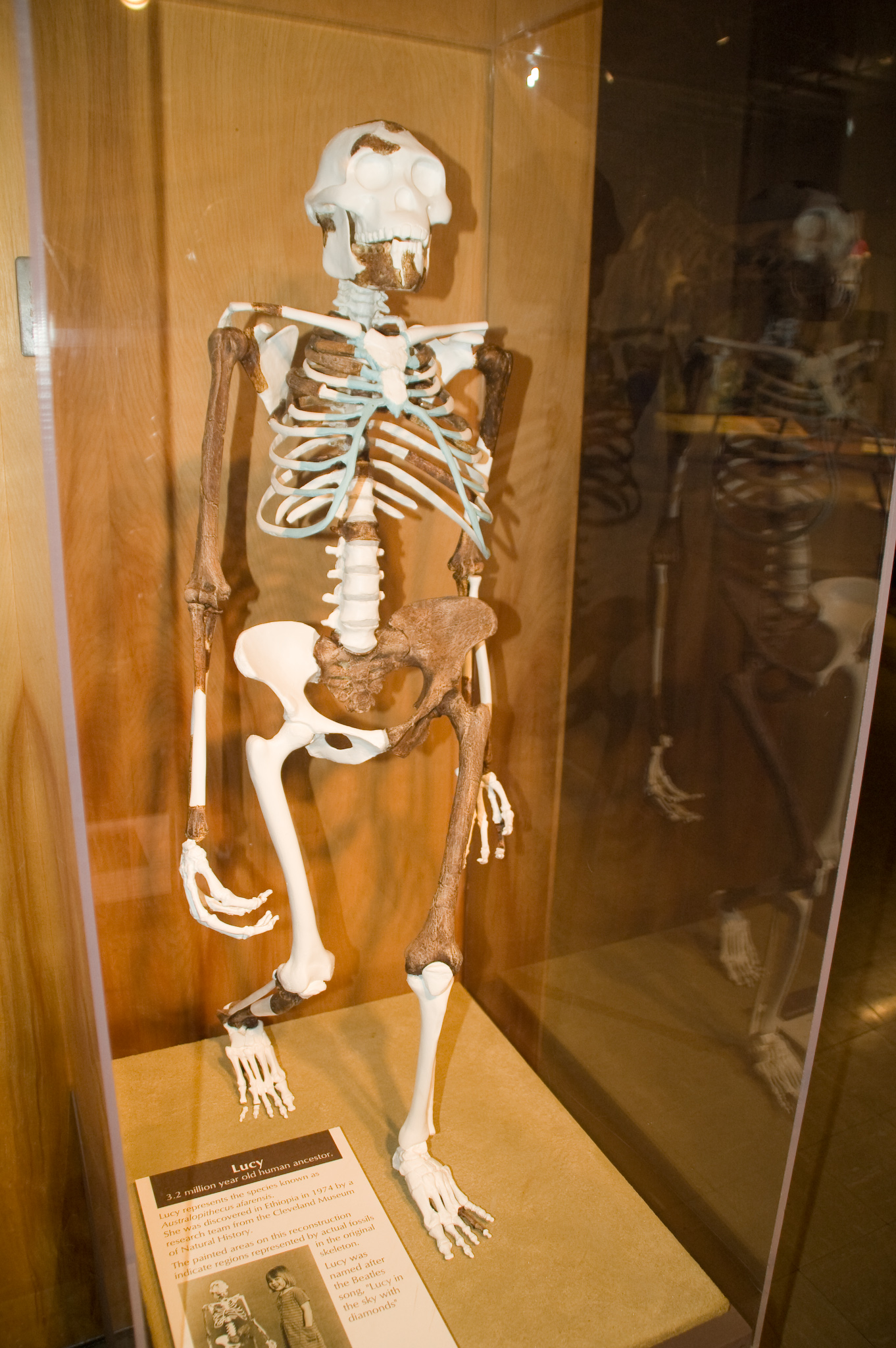
إعادة بناء لوسي، وهي أول هيكل عظمي لقرد جنوبي عفاري عثر عليه.

تطور البشر في أفريقيا من الرئيسيات الأخرى. وتشير القياسات الجينية إلى أن سلالة القرود التي سبقت الإنسان العاقل ابتعدت عن السلالة التي أدت إلى الشمبانزي والبونوبو أقرب الأقارب الأحياء للإنسان الحديث منذ ما بين 13 مليون و 5 ملايين سنة. مصطلح أشباه البشر يشير إلى أسلاف الإنسان الذين عاشوا بعد الانقسام عن الشمبانزي والبونوبو، بما في ذلك العديد من الأنواع وأهمهما جنسين متميزين: أسترالوبيثسين وهومو. وقد أعطت عينات أحفورية أخرى مثل أناسي نظير وأناسي كينيا وأورورين توجيني أجناسًا إضافية، إلا أن علماء الحفريات اختلفوا في وضعهم التصنيفي. كان لأشباه البشر القدامى -مثلهم مثل القردة الجنوبية- نفس حجم دماغ القردة، لكن تميزوا عنها بالمشي على قدمين، وهو تكيف ربما ارتبط بالتحول من بيئة الغابات إلى السهول العشبية. وبدأ أشباه البشر في استخدام الأدوات الحجرية البدائية قبل حوالي 3.3 مليون سنة، إيذانا بقدوم العصر الحجري القديم.
تطور جنس البشراني أو الهومو من جنس أسترالوبيثكس. حيث اشترك الأفراد الأوائل من البشراني في السمات الرئيسية مع أسترالوبيثكس، لكنهم كانوا يميلون نحو امتلاك أدمغة أكبر وأسنان أصغر. وأقدم سجل للهومو هي عينة LD 350-1 من إثيوبيا وعمرها 2.8 مليون عام، وأقدم الأنواع المسماة هو الإنسان الماهر (بالإنجليزية: الإنسان الماهر) التي تطورت قبل 2.3 مليون سنة. ثم الإنسان المنتصب (بالإنجليزية: إنسان منتصب) (البديل الأفريقي يسمى أحيانًا الإنسان العامل (بالإنجليزية: إنسان عامل)) وتطور قبل مليوني سنة وهو أول نوع من أشباه البشر خرج من إفريقيا وانتشر عبر أوراسيا. ويعتقد أنه منذ 1.5 مليون سنة -ولكن بالتأكيد قبل 250,000 سنة- بدأ البشر في استخدام النار للتدفئة والطهي.
منذ حوالي 500,000 عام تحور الجنس البشراني إلى عدة أنواع جديدة من الإنسان البدائي مثل إنسان نياندرتال في أوروبا ودينيسوفان في سيبيريا والإنسان القزم الضئيل في إندونيسيا. لم يكن التطور البشري مجرد تقدم خطي أو متفرع ولكنه تضمن تهجينًا بين الأنواع ذات الصلة. أظهرت الأبحاث الجينومية أن التهجين بين السلالات المتباينة كان شائعًا في التطور البشري. تشير أدلة الحمض النووي إلى أن العديد من الجينات من أصل إنسان نياندرتال موجودة بين جميع السكان غير الأفارقة، وأن إنسان نياندرتال وأشباه البشر الآخرين مثل دينيسوفان ربما ساهموا بنسبة تصل إلى 6٪ من جينومهم في البشر الحاليين.

### البشر الأوائل

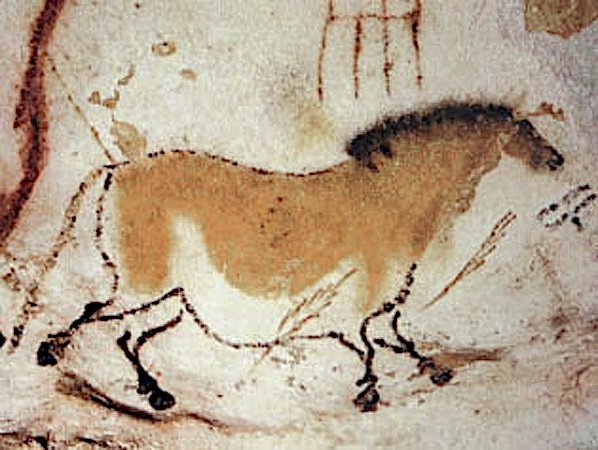
رسوم في كهف لاسكو فرنسا، حوالي 15000 ق.م

ظهر الإنسان العاقل أو (إنسان) في إفريقيا منذ حوالي 300,000 سنة من نوع يُشار إليه عمومًا إما باسم إنسان هايدلبيرغ أو إنسان روديسيا. ويعد الإنسان في تلك الحقبة إنسان عاقل حديث تشريحيا، لكن الحداثة السلوكية الكاملة لم تظهر إلا ما بين 70,000 و 50,000 سنة مضت. عند تلك النقطة أظهر البشر العديد من السلوكيات المميزة مثل دفن الموتى واستخدام المجوهرات وأسلحة المقذوفات والإبحار. كان أحد أهم التغييرات (تاريخها غير معروف) هو تطوير اللغة النحوية التي حسنت بشكل كبير قدرة البشر على التواصل. يمكن العثور على علامات التعبير الفني المبكر في شكل رسوم الكهوف والمنحوتات المصنوعة من العاج والحجر والعظام، مما يعني ضمناً شكلاً من الروحانية يتم تفسيرها عمومًا على أنها الأرواحية أو الشامانية. عمل البشر في العصر الحجري القديم على الجمع والالتقاط وكانوا بشكل عام من الرحل. وسكنوا الأراضي العشبية أو المناطق ذات الأشجار المتناثرة وتجنبوا الغابات الكثيفة.

نظرة عامة على خريطة سكان العالم من البشر الأوائل خلال العصر الحجري القديم الأعلى، باتباع نموذج الانتشار الجنوبي. الأرقام هي بآلاف السنين.

حدثت هجرة الإنسان العاقل الحديث تشريحيا من إفريقيا في عدة موجات، بدأت قبل 194000 - 177000 سنة. وجهة النظر السائدة بين العلماء (الانتشار الجنوبي) هي أن موجات الهجرة الأولى قد تلاشت وانتهت، وأن كل ما هو لاأفريقي حديث ينحدر من مجموعة واحدة تركت إفريقيا منذ 70,000 إلى 50,000 عام. شرع الإنسان العاقل في استعمار جميع القارات والجزر الكبرى، ووصل إلى أستراليا قبل 65,000 سنة وأوروبا قبل 45,000 سنة والأمريكتين قبل 21,000 سنة. حدثت تلك الهجرات خلال العصر الجليدي الأخير عندما كانت المناطق المعتدلة اليوم غير مضيافة للغاية. ولكن مع نهاية العصر الجليدي حوالي 12,000 عام، استعمر البشر تقريبًا جميع أجزاء الكرة الأرضية الخالية من الجليد. تزامن التوسع البشري مع حدث الانقراض الرباعي وانقراض إنسان نياندرتال. ومن المحتمل أن تكون هذه الانقراضات ناتجة عن تغير المناخ أو النشاط البشري أو مزيج من الاثنين.

### ظهور الحضارة
بدأت ثورة العصر الحجري الحديث قبل حوالي 10,000 ق.م، وتميزت بتطور الزراعة التي غيرت بشكل جذري أسلوب حياة الإنسان. وقد انتشرت الزراعة في أجزاء مختلفة من العالم، وشملت مجموعة متنوعة من الأصناف في ما لا يقل عن 11 مركز مصدري متفرق. وجرت زراعة محاصيل الحبوب مثل القمح والشعير وتدجين الحيوانات مثل الأغنام والماعز في الشرق الأوسط حوالي 8500 ق.م. واستزرع وادي اليانغتسي في الصين الأرز حوالي 8000 سنة ق.م. وقد يكون وادي النهر الأصفر قد زرع الدخن حوالي 7000 ق.م. وكان الناس في الصحراء الكبرى يزرعون الذرة الرفيعة والعديد من المحاصيل الأخرى بين 8000 و 5000 ق.م، ونشأت مراكز زراعية أخرى في المرتفعات الإثيوبية وغابات غرب إفريقيا المطيرة. وفي وادي السند ظهرت الزراعة حوالي 7000 ق.م بينما دجنت الماشية حوالي 6500 ق.م. وفي الأمريكتين تمت زراعة القرع حوالي 8500 ق.م في أمريكا الجنوبية، واستزرعت نباتات الأروروت في أمريكا الوسطى في 7800 ق.م. تمت زراعة البطاطس لأول مرة في جبال الأنديز بأمريكا الجنوبية، حيث دجنت اللاما أيضًا.

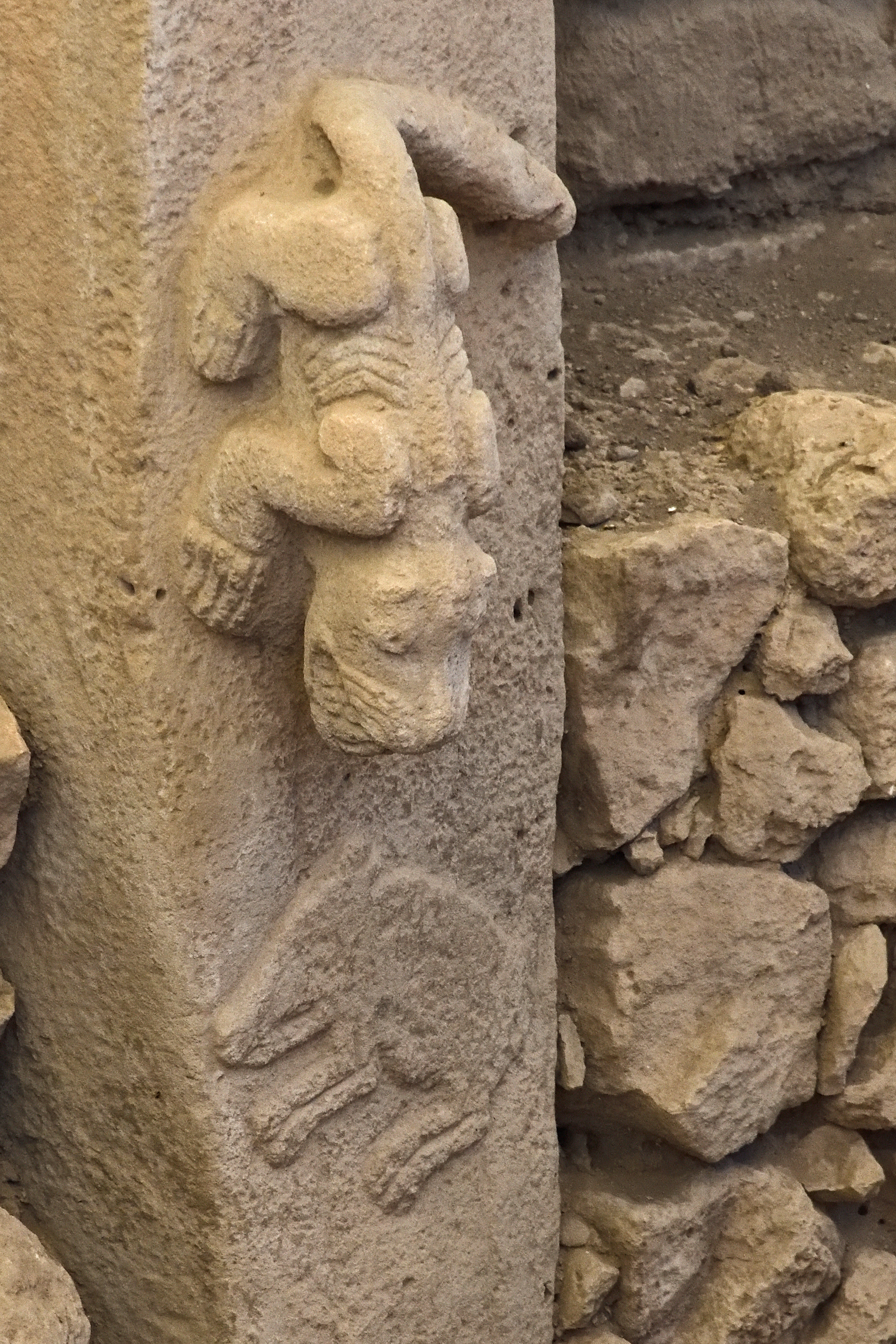
نصب من غوبكلي تبه

لا يوجد إجماع علمي حول سبب حدوث الثورة الزراعية. فبعض النظريات تعزو الزراعة كان نتيجة لزيادة عدد السكان مما أدى بالناس إلى البحث عن مصادر غذائية جديدة، بينما في حالات أخرى كانت الزراعة سببًا للنمو السكاني مع تحسن الإمدادات الغذائية. وتشمل العوامل الأخرى المقترحة تغير المناخ وندرة الموارد والأيديولوجية. إن تأثير التحول إلى الزراعة مفهومة بشكل أفضل: فقد خلقت فوائض طعام يمكن أن تدعم الأشخاص التي لا تشارك مباشرة في إنتاج الأغذية، مما سمح بجعل السكان أكثر كثافة بكثير، وإنشاء مدن ودول بدائية.
كانت المدن مراكز للتجارة والتصنيع والسلطة السياسية. أقامت المدن تكافلًا مع الأرياف المحيطة بها، واستوعبت المنتجات الزراعية وقدمت بمقابل سلعًا مصنعة ودرجات متفاوتة من السيطرة العسكرية والحماية. ظهرت أول المدن البدائية في أريحا وجاتال هويوك حوالي 6000 ق.م. كما تطورت المجتمعات الرعوية القائمة على رعي الحيوانات البرية، ومعظمها في مناطق جافة غير مناسبة لزراعة النباتات مثل سهوب آسيا الوسطى ومنطقة الساحل الأفريقي. وقد تكررت الصراعات بين الرعاة الرحل والمزارعين المستقرين وأصبح موضوعًا شائعًا في تاريخ العالم.
بدأت الأشغال المعدنية لأول مرة مع صناعة الأدوات والزخارف النحاسية حوالي 6400 ق.م. وسرعان ما تبعه الذهب والفضة، لاستخدامهما في الزينة بشكل أساسي. شجعت الحاجة إلى خامات المعادن العمل بالتجارة، حيث افتقرت العديد من مناطق الاستيطان البشري المبكر إلى الخامات الضرورية. تعود أولى علامات البرونز وهي سبيكة من النحاس والقصدير إلى حوالي 2500 ق.م، ولكن لم يتم استخدام السبيكة على نطاق واسع إلا بعد ذلك بكثير.
كانت حضارات العصر الحجري الحديث تعبد الأسلاف والأماكن المقدسة والآلهة المجسمة. تم تأليه كيانات مثل الشمس والقمر والأرض والسماء والبحر. تحسنت الأضرحة فتطورت إلى معابد مؤسسية كاملة مع تسلسل هرمي معقد من الكهنة والكاهنات والموظفين الآخرين. يعتبر مجمع غوبكلي تبه الشاسع في تركيا، والذي يعود تاريخه إلى 9500-8000 ق.م مثالًا رائعًا على موقع ديني أو مدني من العصر الحجري الحديث. ربما تم بناؤه من قبل الصيادين بدلاً من السكان المستقرين. تطورت الممارسات الجنائزية المتقنة في بلاد الشام خلال العصر الحجري الحديث ما قبل الفخار، حيث تم دفن بعض الأفراد ذوي المكانة العالية تحت أرضيات المنازل ثم أعيد فتح القبور لاحقًا لإزالة الجماجم، وغُطيت بعض الجماجم بالجص ورسمت وعرضت في الأماكن العامة.

## العصور القديمة (3000 ق.م إلى 500 م)

### مهد الحضارات

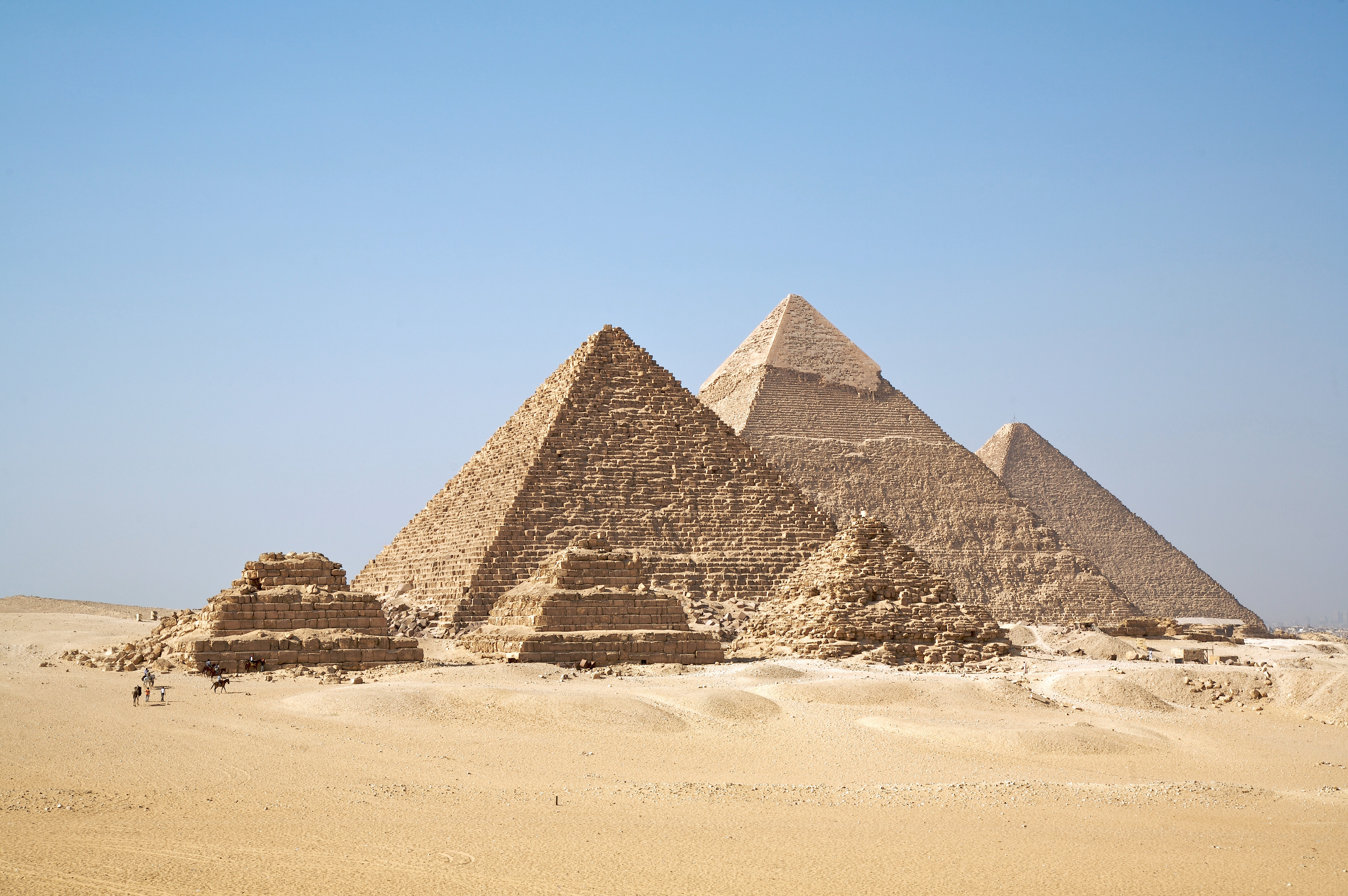
مجمع أهرامات الجيزة في مصر

شهد العصر البرونزي تطور المدن، وهو ما كان مرادفًا لظهور الحضارة. نشأت الحضارات المبكرة بالقرب من الأنهار، فظهرت أولاً في أسفل بلاد الرافدين (3000 ق.م) مع نهري دجلة والفرات، تلتها الحضارة المصرية على طول نهر النيل (3000 ق.م)، وحضارة هارابا في وادي نهر السند (2500 ق.م)، والحضارة الصينية على طول نهر اليانغتسي والنهر الأصفر (2200 ق.م).
طورت تلك المجتمعات عددًا من الخصائص الموحدة، مثل الحكومة المركزية والاقتصاد المعقد والبنية الاجتماعية واللغة المتطورة وأنظمة الكتابة والثقافات والأديان المتميزة. واخترعت تلك الثقافات العجلة والرياضيات وصناعة البرونز والقوارب الشراعية وعجلة الفخار والقماش المنسوج وانشاء المباني الضخمة والكتابة.
سهلت الكتابة إدارة المدن والتعبير عن الأفكار والحفاظ على المعلومات. وادرك العلماء أن الكتابة ربما تكون قد تطورت باستقلالية تامة في أربع حضارات قديمة على الأقل: بلاد الرافدين (بين 3400 و 3100 ق.م) ومصر (حوالي 3250 ق.م) والصين (2000 ق.م)، وأراضي وسط أمريكا المنخفضة (بحلول 650 ق.م). ومن أقدم الكتب الدينية المكتوبة الباقية نصوص الأهرام المصرية والتي يرجع تاريخ أقدمها إلى ما بين 2400 و 2300 ق.م.

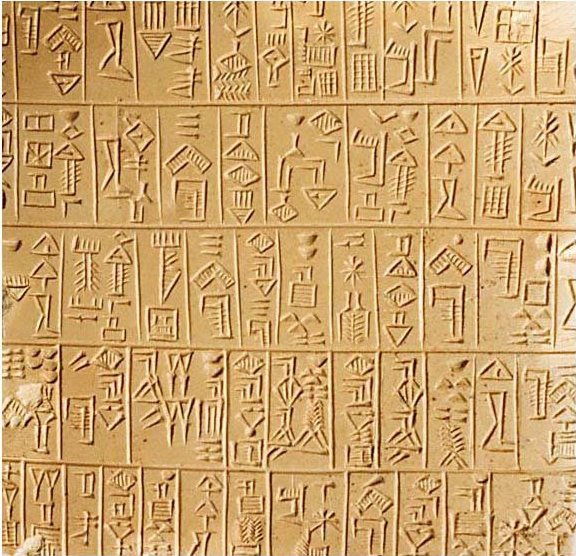
نقش مسماري ضخم، سومر بلاد الرافدين القرن 26 ق.م

تقع سومر في بلاد الرافدين، وهي أول حضارة معقدة معروفة حيث طورت أولى دول المدن في الألفية الرابعة ق.م. وفيها ظهرت أقدم أشكال الكتابة المعروفة في تلك المدن، وهي الكتابة المسمارية حوالي 3000 ق.م. حيث بدأت تلك الكتابة لتكون نظام من الرسوم التوضيحية، والتي أصبحت تمثيلاتها التصويرية في النهاية مبسطة وأكثر تجريدية. تمت كتابة النصوص المسمارية باستخدام قصبة حادة كالقلم لرسم الرموز على الألواح الطينية.
تم تسهيل النقل عن طريق الممرات المائية - عن طريق الأنهار والبحار. وعزز البحر الأبيض المتوسط عند مفترق القارات الثلاث إبراز القوة العسكرية وتبادل السلع والأفكار والاختراعات. وشهدت تلك الحقبة أيضًا تقنيات برية جديدة، مثل عربات الخيول والفرسان مما سمحت للجيوش بالتحرك بسرعة.
أدت هذه التطورات إلى ظهور دول وإمبراطوريات إقليمية. ساد في بلاد ما بين النهرين نمط من دول المدن المتحاربة المستقلة وانتقال الهيمنة من مدينة إلى أخرى. في مصر على النقيض من ذلك، كان هناك أولاً تقسيم مزدوج إلى مصر العليا والسفلى والذي تبعه بعد فترة وجيزة توحيد كل الوادي حوالي 3100 ق.م، تلاه تهدئة دائمة. دخلت الحضارة المينوية في جزيرة كريت العصر البرونزي بحلول عام 2700 ق.م وتعتبر أول حضارة في أوروبا. وعلى مدى آلاف السنين التالية، شهدت وديان الأنهار الأخرى صعود إمبراطوريات ملكية إلى السلطة. في القرنين 25 و21 ق.م، نشأت إمبراطوريتا الأكدية والسومرية في بلاد الرافدين.

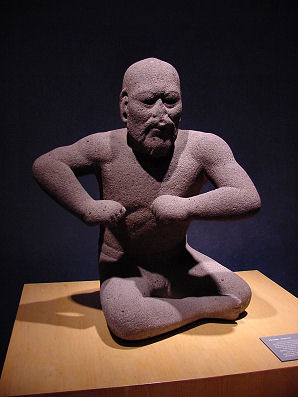
تمثال صغير لمصارع من عصر الأولمك 1200 - 800 قبل الميلاد.

وعلى مدى الألفيات التالية تطورت الحضارة في جميع أنحاء العالم. وفي 1600 ق.م بدأت يونان الموكيانية بالبروز، ولكنها انتهت بانهيار العصر البرونزي المتأخر الذي أثر على العديد من حضارات البحر الأبيض المتوسط بين 1200 و 1150 ق.م. وفي الهند كان هذا العصر هو الفترة الفيدية (1750-600 ق.م)، والتي أرست أسس الهندوسية والجوانب الثقافية الأخرى للمجتمع الهندي البدائي، وانتهت في القرن السادس ق.م. ومنذ حوالي 550 ق.م نشأت العديد من الممالك المستقلة والجمهوريات المعروفة باسم ماهاجانابادا عبر شبه القارة الهندية. ومع تزايد التجارة التي أصبحت مصدر قوة لتلك الدول الصاعدة فتمكنت من الهيمنة بعد وصولها إلى موارد أساسية أو سيطرتها على طرق التجارة الهامة.
ومع ظهور الحضارات المعقدة في النصف الشرقي من الكرة الأرضية، ظلت الشعوب الأصلية في الأمريكتين بسيطة نسبيًا ومجزأة في ثقافات إقليمية متنوعة. لقد طوروا الزراعة حوالي 5000 ق.م، وزراعة الذرة والفاصوليا والقرع والفلفل والطماطم والبطاطس. وخلال المرحلة التكوينية في أمريكا الوسطى (حوالي 1200 ق.م إلى 250 م) بدأت تبرز حضارات أكثر تعقيدًا ومركزية، ومعظمها في المكسيك وأمريكا الوسطى وبيرو. ومن تلك الحضارات الأولمك والمايا والشافين وموتشي.

### العصر المحوري

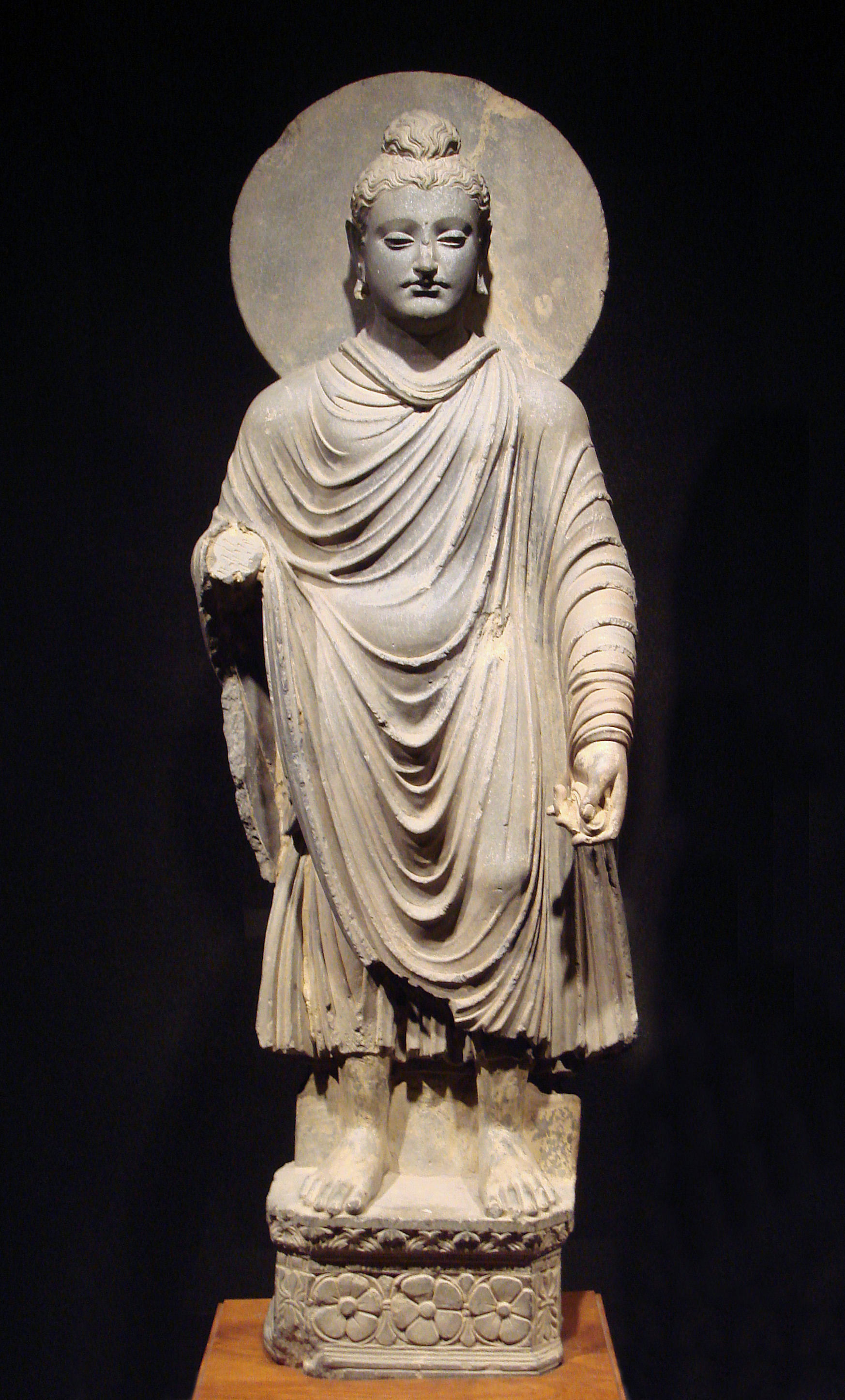
بوذا

ظهر في بداية القرن 8 ق.م ما سمي ب «العصر المحوري» حيث تطورت مجموعة من الأفكار الدينية والفلسفية الانتقالية، معظمها مستقل عن الآخر، وفي عدة مواقع مختلفة، الكونفوشيوسية الصينية، والبوذية واليانية الهندية واليهودية التوحيد كلها كما يدعي بعض العلماء أنها تطورت في القرن 6 ق.م. (أضافت نظرية السن المحورية لكارل ياسبرس الزرادشتية الفارسية في تلك القائمة، ولكن شكك بعض العلماء حول الجدول الزمني لياسبرس للزرادشتية.) وفي القرن 5 حقق كلا من سقراط وأفلاطون تقدما كبيرا في تطوير الفلسفة اليونانية القديمة.
وفي الشرق هيمنت ثلاث مدارس فكرية على التفكير الصيني بقوة حتى العصر الحديث. وتلك المدارس هي الطاوية، وفلسفة القانون والكونفوشيوسية. وقد هيمنت الكونفوشيوسية التقليدية، التي بحثت عن الأخلاق السياسية ليس لقوة القانون ولكن إلى قوة ومثال التقاليد. وقد انتشرت لاحقا في شبه الجزيرة الكورية ونحو اليابان.
وفي الغرب انتشر التقليد الفلسفي اليوناني الذي مثله سقراط وأفلاطون وأرسطو وغيرهم، إلى جانب العلم والتكنولوجيا والثقافة التي انتشرت في جميع أنحاء أوروبا ومصر والشرق الأوسط وشمال غرب الهند، بدءًا من القرن 4 ق.م بعد فتوحات الإسكندر الأكبر المقدوني.

### الإمبراطوريات الإقليمية
شهدت الألفية الممتدة من 500 ق.م إلى 500 م سلسلة من إمبراطوريات ذات مساحة غير مسبوقة، أنتجت جيوشًا محترفة ومدربة تدريباً جيداً، ولها أيديولوجيات موحدة وبيروقراطيات متقدمة، وإمكانية للأباطرة بالسيطرة على مساحات واسعة يمكن أن تضم سكانًا يصل أعدادهم إلى عشرات الملايين من الرعايا. اعتمدت الإمبراطوريات العظمى على الضم العسكري للأراضي، وعلى تشكيل مستوطنات محمية لتصبح مراكز زراعية. شجع السلام النسبي الذي جلبته الإمبراطوريات التجارة الدولية، وأبرزها طرق التجارة الضخمة في البحر الأبيض المتوسط، وشبكة التجارة البحرية في المحيط الهندي، وطريق الحرير. في جنوب أوروبا أنشأ الإغريق (ومن بعدهم الرومان) ثقافات في عصر يُعرف باسم «العصر الكلاسيكي القديم»، وتعتبر ممارساتها وقوانينها وعاداتها أساس الثقافة الغربية المعاصرة.

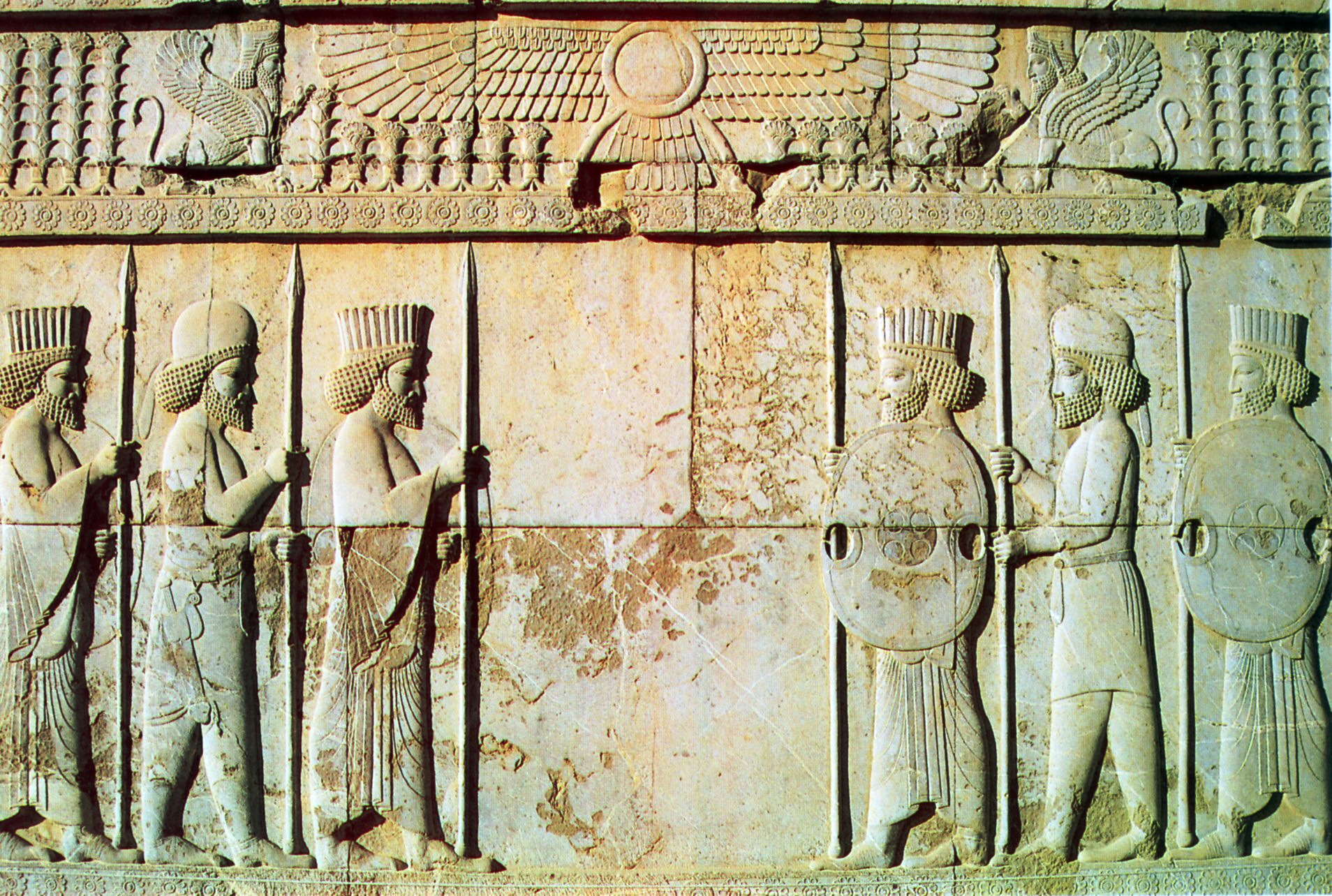
تخت جمشيد، الإمبراطورية الأخمينية, القرن 6 ق.م

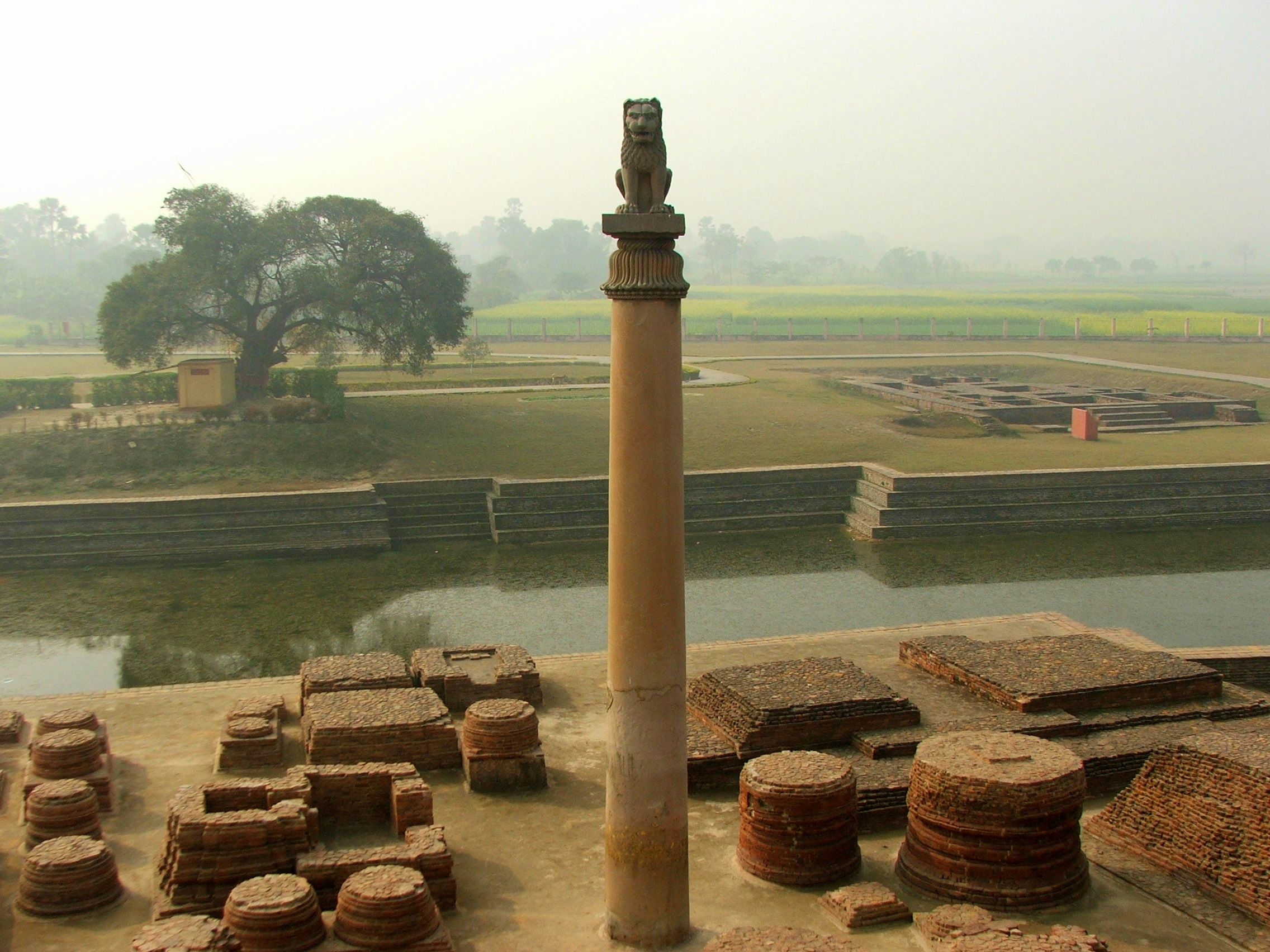
العمود الذي أقامه أشوكا إمبراطور ماوريا الهندية

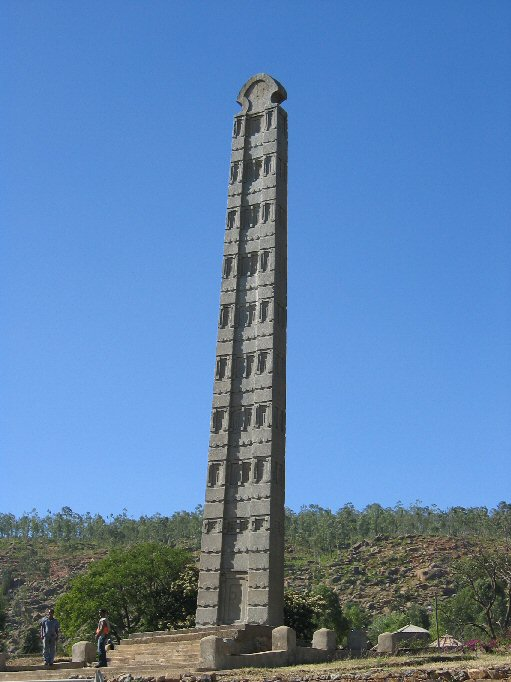
مسلة أكسوم، إثيوبيا

ظهرت هناك عدة الإمبراطوريات الإقليمية خلال تلك الفترة. فساهمت مملكة الميديين في تدمير الإمبراطورية الآشورية بمساعدة السكوثيون الرحل والبابليين. فنهبوا نينوى عاصمة آشور سنة 612 ق.م. وبعدها أفسحت الإمبراطورية الميدية الطريق أمام الإمبراطوريات الإيرانية المتعاقبة، مثل الإمبراطورية الأخمينية (550-330 ق.م) والبارثية (247 ق.م - 224 م) والساسانية (224-651 م).
ظهرت عدة ممالك في بلاد الإغريق: مثل الحلف الديلي الذي تأسس سنة 477 ق.م، ثم أصبح الإمبراطورية الأثينية (454-404 ق.م). ومن بعدها أسس الإسكندر المقدوني (356-323 ق.م) إمبراطورية تمتد من اليونان الحالية إلى الهند الحالية. انقسمت الإمبراطورية بعد وفاته، لكنها أدت إلى انتشار الثقافة اليونانية في جميع أنحاء المناطق المحتلة، وهي عملية يشار إليها باسم هلينة. استمرت الفترة الهلنستية من 323 إلى 31 ق.م.
وفي آسيا ظهرت الإمبراطورية الماورية (322-185 ق.م) في الهند الحالية؛ وفي القرن 3 ق.م ضمت تلك الإمبراطورية معظم جنوب آسيا على يد تشاندراغبت موريا وازدهرت في عهد أشوكا العظيم. وفي القرن 3 م هيمنت سلالة جوبتا على الفترة التي تعرف باسم العصر الذهبي للهند القديمة، وحكمت من القرن الرابع إلى القرن السادس على شمال الهند. وفي جنوب الهند ظهرت ثلاث ممالك درفيدية بارزة: تشيرا وتشولا وبانديا. ساهم الاستقرار الذي أعقب ذلك بالتبشير إلى العصر الذهبي للثقافة الهندوسية في القرنين الرابع والخامس.
في أوروبا بدأت الإمبراطورية الرومانية المتمركزة في إيطاليا الحالية في القرن السابع ق.م. وفي القرن الثالث ق.م بدأت الجمهورية الرومانية في توسيع أراضيها من خلال الغزو والتحالفات. وفي عهد أغسطس قيصر (63 ق.م - 14 م) أول إمبراطور روماني كانت روما قد فرضت بالفعل سيطرتها على معظم البحر الأبيض المتوسط. واستمرت الإمبراطورية في النمو، وسيطرت على أراض تبدأ من إنجلترا حتى بلاد الرافدين، حيث وصلت أقصى امتداد لها تحت حكم الإمبراطور تراجان (توفي 117 م). وفي القرن الثالث انقسمت الإمبراطورية إلى منطقتين غربية وشرقية، مع أباطرة منفصلون. وقد سقطت الإمبراطورية الغربية سنة 476 م على يد الجرمان تحت حكم أودواكر. واستمرت الإمبراطورية الشرقية المعروفة باسم الإمبراطورية البيزنطية وعاصمتها القسطنطينية لألف عام أخرى، حتى فتحت القسطنطينية على يد العثمانيين سنة 1453. وخلال معظم وجودها كانت الإمبراطورية البيزنطية إحدى أقوى القوى الاقتصادية والثقافية والعسكرية في أوروبا. وتعتبر القسطنطينية بشكل عام مركز «الحضارة الأرثوذكسية الشرقية». على الرغم من استمرار الدولة الرومانية والحفاظ على تقاليدها، إلا أن المؤرخين المعاصرين ميزوا بيزنطة عن روما بأنها ارتكزت على القسطنطينية، وكانت موجهة نحو الثقافة اليونانية بدلاً من الثقافة اللاتينية، وتميزت بالمسيحية الأرثوذكسية الشرقية.
في الصين سلالة تشين (221-206 ق.م) أول سلالة إمبراطورية في الصين، تبعتها إمبراطورية هان (202 ق.م - 220 م)، التي ماثلت في القوة والنفوذ الإمبراطورية الرومانية التي تقع على الطرف الآخر من طريق الحرير. طورت الصين الهانية المتقدمة رسم الخرائط وبناء السفن والملاحة. واخترع الصينيون أفران الصهر وصنعوا أدوات نحاسية دقيقة. كما هو الحال مع الإمبراطوريات الأخرى خلال الفترة الكلاسيكية، تقدمت الصين الهانية بشكل ملحوظ في مجالات الحكومة والتعليم والرياضيات وعلم الفلك والتكنولوجيا والعديد من المجالات الأخرى.

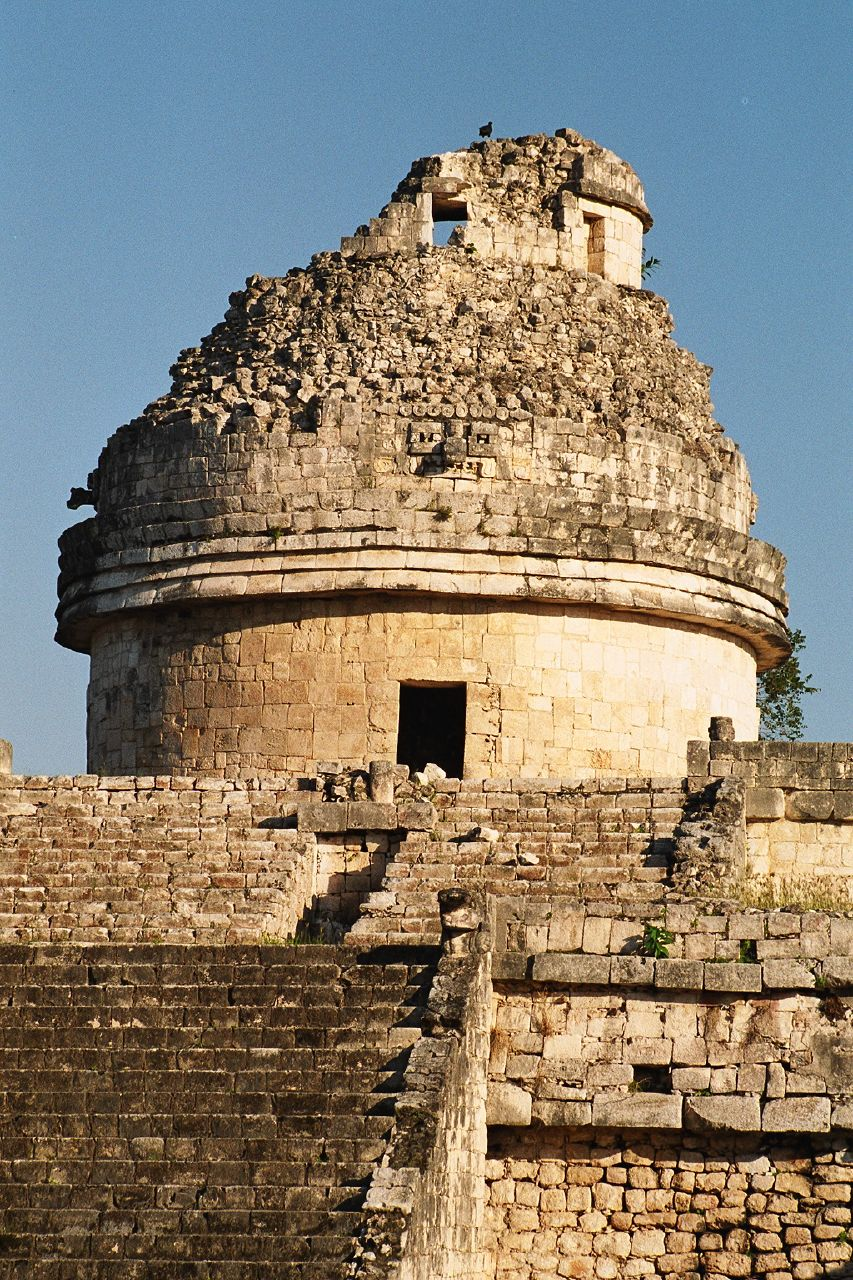
مرصد مايا، تشيتشن إيتزا، المكسيك

وفي إفريقيا قامت مملكة أكسوم المتمركزة في إثيوبيا الحالية، بتأسيس نفسها في القرن الأول الميلادي لتكون إمبراطورية تجارية كبرى، وهيمنت على جيرانها في جنوب الجزيرة العربية وكوش وتحكمت في تجارة البحر الأحمر. صك عملته الخاصة ونحت الشواهد الضخمة المتجانسة لتمييز قبور الأباطرة.
كما تم إنشاء إمبراطوريات إقليمية ناجحة في الأمريكتين، والتي نشأت عن ثقافات تأسست منذ 2500 ق.م. ففي أمريكا الوسطى ظهرت مجتمعات عصر قبل كولومبي شاسعة، وأبرزها إمبراطورية الزابوتيك (700 ق.م - 1521 م)، وحضارة المايا، التي وصلت إلى أعلى مستوياتها من التطور خلال فترة أمريكا الوسطى الكلاسيكية (حوالي 250 م - 900 م)، لكنها استمرت طوال فترة ما بعد الكلاسيكية حتى وصول الإسبان في القرن السادس عشر الميلادي. نشأت حضارة المايا مع تراجع أولمك الثقافة الأم تدريجياً. ارتفعت دول مدن المايا العظيمة ببطء من حيث العدد والشهرة، وانتشرت ثقافة المايا في جميع أنحاء يوكاتان والمناطق المحيطة بها. تم بناء إمبراطورية الأزتك اللاحقة على الثقافات المجاورة وتأثرت بالشعوب المحتلة مثل تولتك.
شهدت بعض المناطق تقدمًا تكنولوجيًا بطيئًا ولكنه ثابت، مع وصول تطورات مهمة مثل الرِّكاب والمحراث القلاب كل بضعة قرون. ومع ذلك كانت هناك فترات من التقدم التكنولوجي السريع في بعض المناطق. ربما كان الأهم هو الفترة الهلنستية في منطقة البحر الأبيض المتوسط، حيث تم اختراع المئات من التقنيات. أعقب هذه الفترة فترات من الاضمحلال التكنولوجي في أوروبا، كما حدث أثناء انهيار الإمبراطورية الرومانية وسقوطها وما تلاها من فترة العصور الوسطى المبكرة.

### الانحدار والسقوط ثم العودة
واجهت الإمبراطوريات القديمة مشاكل مشتركة ارتبطت بالحفاظ على جيوش ضخمة ودعم بيروقراطية مركزية. وقع معظم الفلاحون ضحية تلك التكاليف، بينما تهرب أصحاب الأرض بشكل متزايد من السيطرة المركزية وتكاليفها. أدى الضغط البربري على الحدود إلى تسريع التفكك الداخلي. سقطت أسرة هان الصينية في حرب أهلية سنة 220 م فكانت بداية حقبة الممالك الثلاث، بينما ازدادت اللامركزية عند نظيرتها الرومانية، وانقسمت في نفس الوقت تقريبًا فيما يعرف بأزمة القرن الثالث. كانت جميع إمبراطوريات أوراسيا العظيمة تقع في سهول ساحلية معتدلة وشبه استوائية. ومن سهول آسيا الوسطى سيطر الرحل الذين يعتمدون على الخيول وخاصة المغول والترك على جزء كبير من القارة. فكان تطوير الرِّكاب وتربية الخيول القوية بما يكفي لحمل رامي سهام مسلح بالكامل جعل هؤلاء الرحل يشكلون تهديدًا دائمًا للحضارات المستقرة.

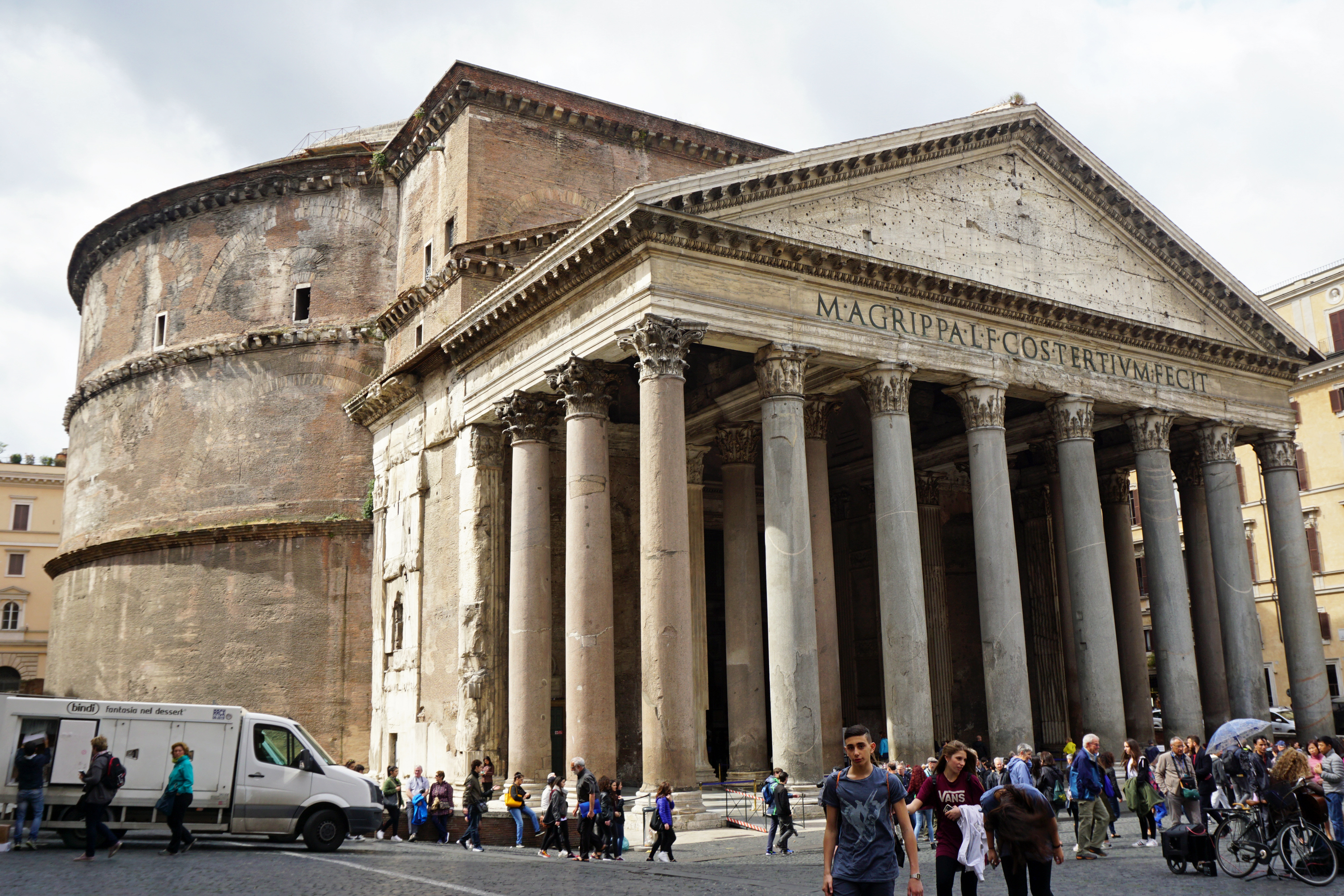
البانثيون في روما إيطاليا، كان في الأصل معبد روماني، الآن كنيسة كاثوليكية

تزامن الانهيار التدريجي للإمبراطورية الرومانية، الذي امتد لعدة قرون بدءا من القرن الثاني الميلادي مع انتشار المسيحية إلى خارج الشرق الأوسط. وقعت الإمبراطورية الرومانية الغربية تحت سيطرة القبائل الجرمانية في القرن الخامس، وتطورت هذه الأنظمة تدريجياً إلى عدد من الدول المتحاربة، وكلها ارتبطت بطريقة ما بالكنيسة الكاثوليكية. استمر الجزء المتبقي من الإمبراطورية الرومانية في شرق البحر الأبيض المتوسط كما أصبح يُطلق عليه فيما بعد الإمبراطورية البيزنطية. بعد قرون تمت إنشاء وحدة محدودة في أوروبا الغربية لجعلها «إمبراطورية رومانية» متجددة في 962، وسميت لاحقًا بالإمبراطورية الرومانية المقدسة، وتضم عددًا من الدول الحالية وهي ألمانيا والنمسا وسويسرا وجمهورية التشيك وبلجيكا وإيطاليا وأجزاء من فرنسا.
في الصين تصعد السلالات الحاكمة وتنهار، ولكن على النقيض من العالم المتوسطي-الأوروبي تتم استعادة وحدة الممالك. فبعد سقوط سلالة هان الشرقية وزوال الممالك الثلاث، بدأت القبائل الرحل الشمالية بغزو الصين في القرن الرابع، حتى تمكنت من غزو مناطق من شمال الصين وأقامت العديد من الممالك الصغيرة. وبالآخر نجحت سلالة سوي الحاكمة في إعادة توحيد الصين بأكملها سنة 581، وأرست الأسس لعصر ذهبي صيني في عهد أسرة تانغ (618-907).

## تاريخ ما بعد الكلاسيكية (500 م إلى 1500 م)

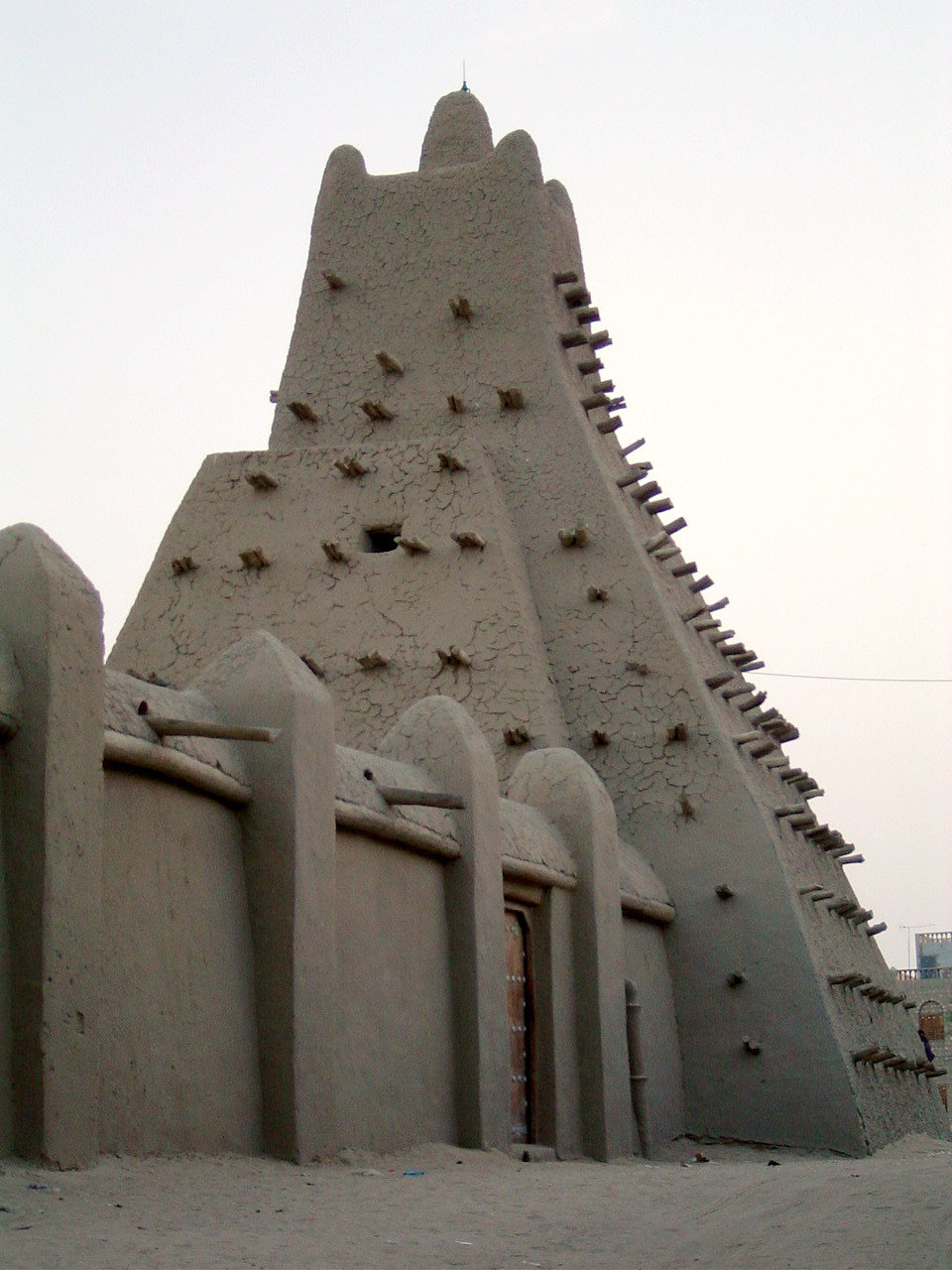
جامعة تمبكتو، مالي

مصطلح تاريخ ما بعد الكلاسيكية على الرغم من اشتقاقه من اسم «العصور الكلاسيكية القديمة»، فإنه يأخذ نطاقًا جغرافيًا أوسع. يبدأ تاريخ تلك الحقبة بشكل عام إلى سقوط الإمبراطورية الرومانية الغربية في القرن الخامس، والتي انقسمت إلى العديد من الممالك المنفصلة والتي كان بعضها لاحقًا تحت حكم الإمبراطورية الرومانية المقدسة. استمرت الإمبراطورية البيزنطية حتى وقت متأخر في فترة ما بعد الكلاسيكية أو العصور الوسطى.

آيا صوفيا، في إسطنبول، هي من بين الرموز الأكثر شهرة للحضارة البيزنطية.

شملت فترة ما بعد الكلاسيكية بداية الفتوحات الإسلامية وما تلاه من العصر الذهبي الإسلامي، وبدء وتوسيع تجارة الرقيق العربية، ثم تلتها غزوات المغول للشرق الاوسط وآسيا الوسطى وأوروبا الشرقية وبداية نشأة الدولة العثمانية حوالي 1280. وشهد جنوب آسيا سلسلة من الممالك الوسطى في الهند، تلاها إنشاء إمبراطوريات إسلامية في الهند.
ونشأت في غرب إفريقيا نشأت سلطنتي مالي وسونغاي. وعلى الساحل الجنوبي الشرقي لأفريقيا نشأت الموانئ العربية حيث تم فيها التجارة بالذهب والتوابل والسلع الأخرى. سمح ذلك لأفريقيا بالانضمام إلى نظام التجارة مع جنوب شرق آسيا مما جعلها تتصل بآسيا؛ أدى هذا إلى جانب الثقافة الإسلامية ظهور الثقافة السواحلية.
شهدت الصين سلالات سوي وتانغ وسونغ ويوان وبدايات سلالة مينغ. في تلك الفترة قدمت طرق تجارة الشرق الأوسط مع المحيط الهندي وطريق الحرير عبر صحراء جوبي اتصالًا اقتصاديًا وثقافيًا ضعيفًا بين الحضارات الآسيوية والأوروبية.
وأيضا خلال تلك الفترة وصلت الحضارات في الأمريكتين مثل حضارة المسيسيبي البويبلو والأزتيك مايا مويسكا والإنكا إلى ذروتها. وقد انتهى كل ذلك وتعرض للاحتلال بعد دخول المستعمرين الأوروبيين في بداية العصر الحديث.

### الشرق الأوسط الكبير
قبل ظهور الإسلام في القرن السابع كانت منطقة الشرق الأوسط تحت سيطرة الإمبراطورية البيزنطية والساسانية التي حارب بعضها البعض كثيرًا من أجل الهيمنة على كامل الشرق الأوسط. وأيضًا كانت بينهما معركة ثقافية، حيث تنافست الثقافة المسيحية البيزنطية ضد التقاليد الفارسية الزرادشتية. خلقت ولادة الإسلام منافسًا جديدًا تجاوز بسرعة هاتين الإمبراطوريتين. أثر الدين الجديد بشكل كبير على التاريخ السياسي والاقتصادي والعسكري للعالم القديم وخاصة الشرق الأوسط.

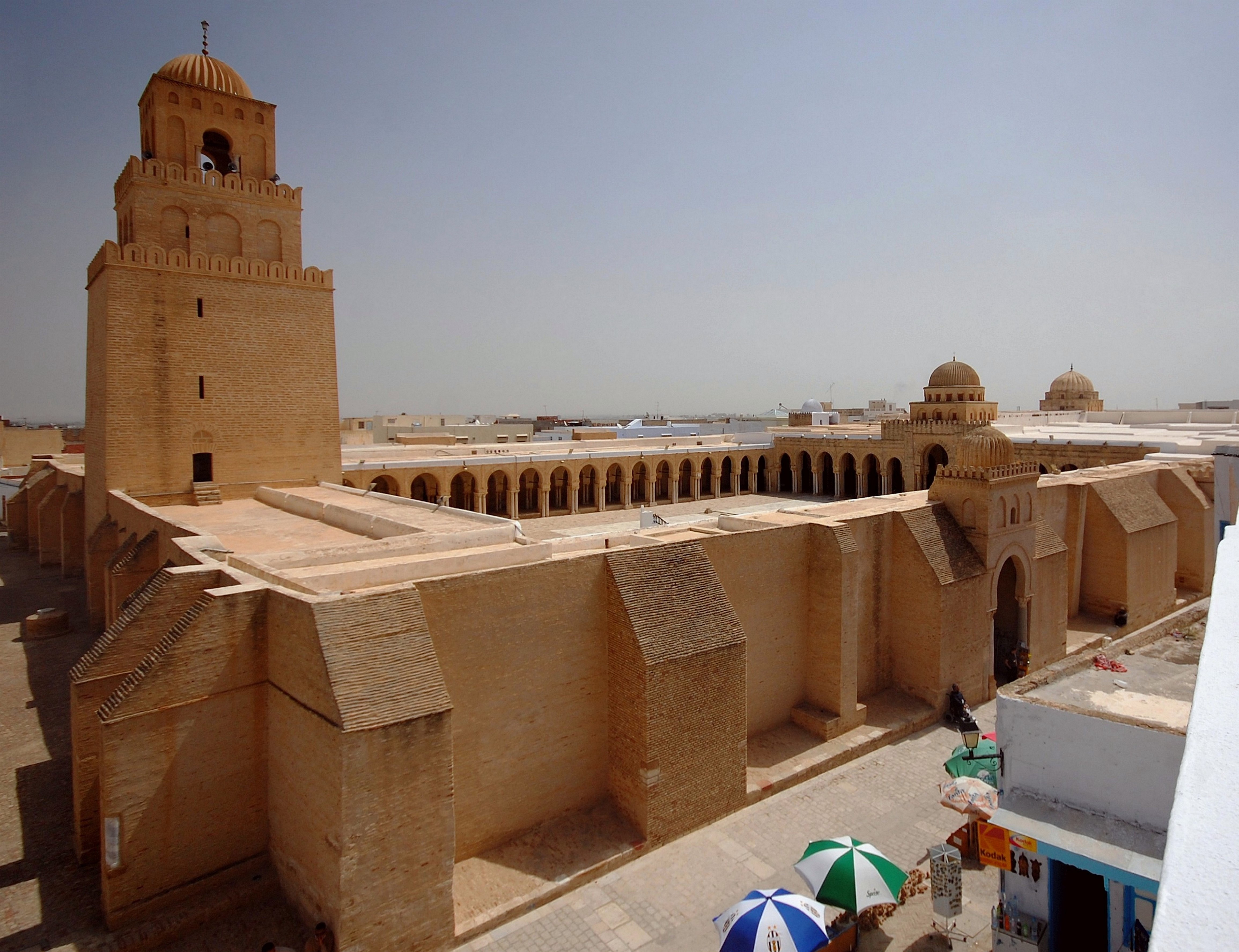
جامع عقبة بن نافع في القيروان، بني في سنة 670 م

من مركزهم في شبه الجزيرة العربية توسع المسلمون خلال حقبة ما بعد الكلاسيكية المبكرة. وما أن حلت سنة 750 م حتى كان المسلمين قد فتحوا معظم الشرق الأدنى وشمال إفريقيا وأجزاء من أوروبا، إيذانًا ببدء عصر التعلم والعلوم والاختراع المعروف باسم العصر الذهبي الإسلامي. وقد حافظوا على معارف ومهارات حضارات الشرق الأدنى القديم واليونان وبلاد فارس في حقبة ما بعد الكلاسيكية، وأضافوا أيضًا ابتكارات جديدة ومهمة من الخارج، مثل صناعة الورق من الصين والترقيم العشري من الهند.
يمكن ربط الكثير من هذا التعلم والتطوير بالجغرافيا. حتى قبل وجود الإسلام كانت مدينة مكة بمثابة مركز للتجارة في شبه الجزيرة العربية، وكان نبي الإسلام محمد نفسه تاجراً. مع التقليد الإسلامي الجديد للحج إلى مكة، أصبحت المدينة أكثر مركزًا لتبادل السلع والأفكار. كان تأثير التجار المسلمين على طرق التجارة الأفريقية - العربية والعربية - الآسيوية هائلاً. ونتيجة لذلك نمت الحضارة الإسلامية وتوسعت على أساس اقتصادها التجاري، على عكس الأوروبيين والهنود والصينيين، الذين أسسوا مجتمعاتهم على أساس ملكية النبلاء للأراضي الزراعية. فقد جلب التجار بضائعهم وعقيدتهم الإسلامية إلى الصين والهند وجنوب شرق آسيا وأفريقيا، وعادوا باكتشافات واختراعات جديدة.

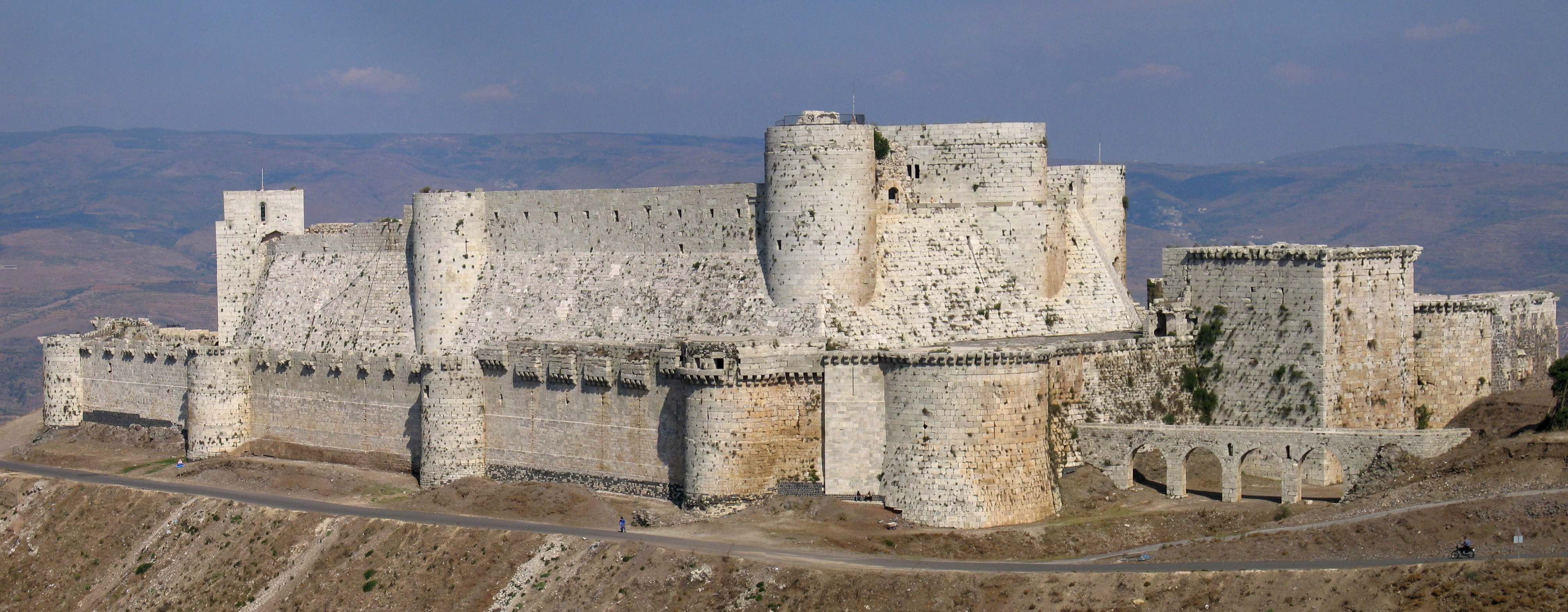
قلعة الحصن الصليبية في سوريا.

كانت الحركة الصليبية نتاج جهد أوروبي بدافع ديني لدحر المسلمين واستعادة السيطرة على الأرض المقدسة. ولكنها في النهاية لم تنجح، بل وساهمت أكثر في إضعاف الإمبراطورية البيزنطية، خاصة عندما اجتاحوا القسطنطينية سنة 1204. انتهت الهيمنة العربية على المنطقة في منتصف القرن الحادي عشر مع وصول السلاجقة الترك، الذين قدموا من موطنهم في أواسط آسيا. وفي بداية القرن الثالث عشر اجتاحت المنطقة موجة جديدة من الغزاة، فكانت إمبراطورية المغول، ولكن الترك طغوا عليهم في النهاية وأسسوا السلطنة العثمانية في تركيا الحديثة حوالي 1280.
شهدت شمال إفريقيا صعود أنظمة سياسية أسسها البربر مثل الدولة المرينية في المغرب، والدولة الزيانية في الجزائر، والحفصية في تونس. عُرفت المنطقة الساحلية بالساحل البربري. نفذ القراصنة المتمركزون في موانئ شمال إفريقيا عمليات شملت الاستيلاء على السفن التجارية ومداهمة المستوطنات الساحلية. تم بيع العديد من الأسرى الأوروبيين في أسواق شمال إفريقيا كجزء من تجارة الرقيق البربرية.
أما في الصين، حيث بدأت مملكة سوي الصينية (581-618) بالتوسع غربًا. وقد واجههم الترك الرحل، الذين أصبحوا المجموعة العرقية الأكثر هيمنة في آسيا الوسطى. وفي الأصل كانت العلاقة بين الصينيين والترك تعاونية إلى حد كبير، ولكن في سنة 630 بدأت أسرة تانغ هجومًا ضد الترك من خلال الاستيلاء على مناطق من صحراء أوردوس. وفي القرن الثامن بدأ الإسلام يخترق المنطقة، وسرعان ما أصبح العقيدة الوحيدة لمعظم السكان، على الرغم من بقاء البوذية قوية في الشرق. يمكن أن يضاهي بدو صحراء شبه الجزيرة العربية مع رحل السهوب عسكريًا. وقد سيطرت الدولة الأموية على أجزاء من آسيا الوسطى. كان الهياطلة أقوى مجموعات الرحل في القرنين السادس والسابع، وسيطروا على جزء كبير من المنطقة. ومن القرن التاسع إلى القرن الثالث عشر تم تقسيم المنطقة بين عدة دول قوية، مثل الدولة السامانية والسلاجقة والخوارزميون. نشأت من آسيا الوسطى أكبر إمبراطورية، عندما وحد جنكيز خان قبائل منغوليا. فانتشرت إمبراطورية المغول لتشمل كل من آسيا الوسطى والصين بالإضافة إلى أجزاء كبيرة من روسيا والشرق الأوسط. وبعد وفاة جنكيز خان سنة 1227 سيطر جغتاي خان على معظم آسيا الوسطى. وفي سنة 1369 غزا تيمورلنك وهو زعيم تركي في التقليد العسكري المغولي، معظم المنطقة وأسس الدولة التيمورية. إلا أنها انهارت بعد وفاته بفترة وجيزة حيث اجتاح الأوزبك معظم آسيا الوسطى.
وفي منطقة القوقاز نالت شعوبها المتنوعة الحرية من السيادة الأجنبية أعقاب الحروب البيزنطية الساسانية. بعدما استهلكت تلك الحروب قوة البيزنطيون والساسانيون، مما أتاح لخلافة الراشدين الفرصة للتوسع في القوقاز خلال الفتوحات الإسلامية المبكرة. ولكن القرن الثالث عشر شهد وصول المغول إلى المنطقة مرة أخرى.

### أوروبا

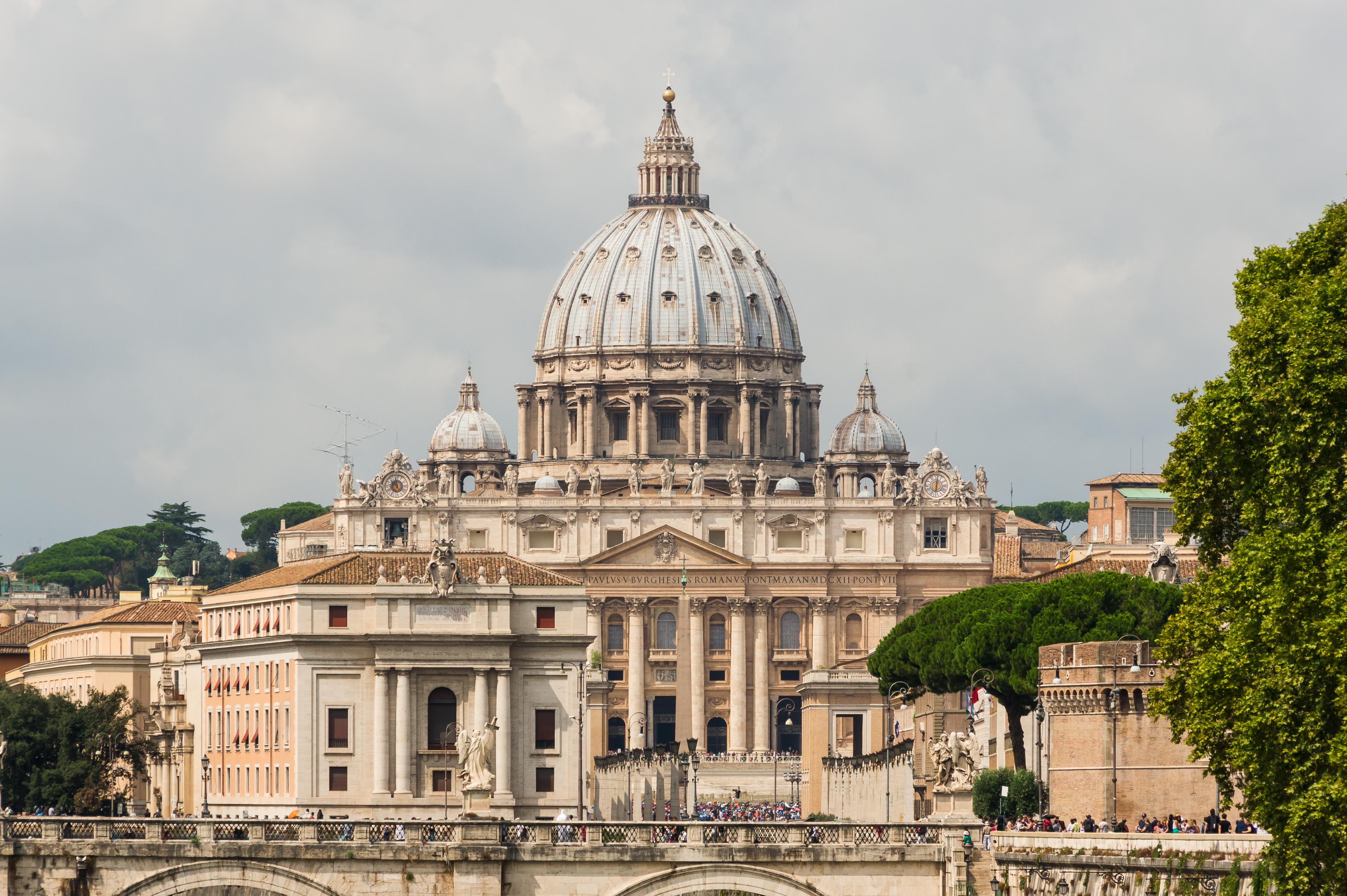
كاتدرائية القديس بطرس، الفاتيكان.

لعبت المسيحية وخاصة الكاثوليكية ثم تبعتها البروتستانتية منذ القرن الرابع دورًا بارزًا في تشكيل الحضارة الغربية. تميزت أوروبا خلال العصور الوسطى المبكرة بهجرة السكان العكسية والتخلص من المدن والغزو البربري، وكلها بدأت في أواخر العصور القديمة. شكل الغزاة البرابرة ممالكهم الجديدة من بقايا الإمبراطورية الرومانية الغربية. وفي القرن السابع أصبحت شمال إفريقيا والشرق الأوسط التي كانت ذات يوم خاضعة الإمبراطورية الرومانية الشرقية جزءًا من الدولة الإسلامية بعد أن غزاها المسلمون. على الرغم من وجود تغييرات جوهرية في المجتمع والبنى السياسية، إلا أن معظم الممالك الجديدة ضمت أكبر عدد ممكن من المؤسسات الرومانية القائمة. توسعت المسيحية في أوروبا الغربية وتأسست الأديرة. وفي القرنين السابع والثامن أسس الفرنجة تحت السلالة الكارولنجية إمبراطورية غطت معظم أوروبا الغربية؛ استمرت حتى القرن التاسع عندما استسلمت لضغوط الغزاة الجدد - الفايكنج والمجريون والساراكينوس «وتعني المسلمين».
خلال أواسط العصور الوسطى التي بدأت بعد سنة 1000 زاد عدد سكان أوروبا بشكل كبير حيث سمحت الابتكارات التكنولوجية والزراعية للتجارة بالازدهار وزيادة غلات المحاصيل. وبروز مجتمعات المانورالية وتنظيم الفلاحين في قرى تدين بالإيجارات وخدمة العمل للنبلاء والإقطاع، وهو هيكل سياسي يدين بموجبه الفرسان والنبلاء ذوو المكانة الدنيا بالخدمة العسكرية لأسيادهم مقابل الحق في الإيجارات من الأراضي والقصور. لطرق تنظيم مجتمع القرون الوسطى التي تطورت خلال أواسط العصور الوسطى. أصبحت الممالك أكثر مركزية بعد التأثيرات اللامركزية لتفكك الإمبراطورية الكارولنجية. وفي 1054 أدى الانشقاق الكبير بين الكنيسة الكاثوليكية والكنيسة الأرثوذكسية الشرقية إلى الاختلافات الثقافية البارزة بين أوروبا الغربية والشرقية. حاولت الحركة الصليبية انتزاع سيطرة المسيحيين على الأرض المقدسة من المسلمين ونجحت لفترة كافية في إقامة بعض الدول الصليبية في بلاد الشام. استورد التجار الإيطاليون العبيد للعمل في المنازل أو في تصنيع السكر. تميزت الحياة الفكرية بالمدرسة وتأسيس الجامعات، في حين كان بناء الكاتدرائيات والكنائس القوطية أحد الإنجازات الفنية البارزة في ذلك العصر.

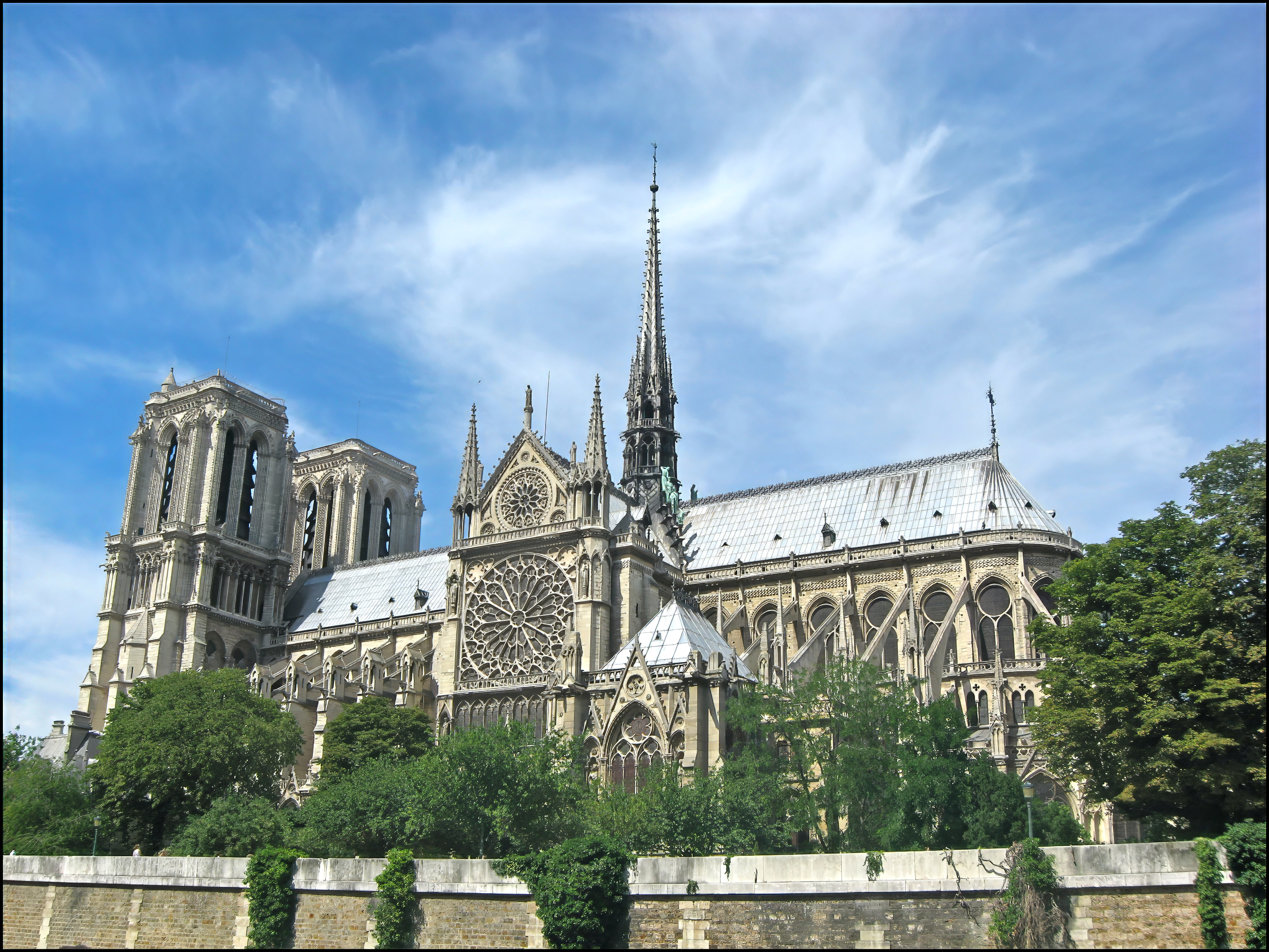
كاتدرائية نوتردام (باريس) هي من بين أكثر رموز حضارة العالم المسيحي شهرة.

تميز أواخر العصور الوسطى بالصعوبات والمصائب. دمرت المجاعة والطاعون والحرب سكان أوروبا الغربية. وقتل الموت الأسود وحده ما يقرب من 75 إلى 200 مليون شخص بين 1347 و 1350. لقد كانت واحدة من أكثر الأوبئة فتكًا في تاريخ البشرية. بدءًا من آسيا، وصل المرض إلى البحر الأبيض المتوسط وأوروبا الغربية في أواخر عقد 1340، وقتل عشرات الملايين من الأوروبيين في ست سنوات، أي ما بين ربع وثلث السكان لقوا حتفهم.
شهدت العصور الوسطى أول تحضر دائم في شمال وغرب أوروبا واستمر حتى بداية الحقبة الحديثة المبكرة في القرن السادس عشر، الذي تميز بظهور الدول القومية، وانقسام المسيحية الغربية في الإصلاح، وصعود النزعة الإنسانية في عصر النهضة الإيطالي، وبدايات التوسع الأوروبي في الخارج الذي سمح بالتبادل الكولومبي.
في سنة 1386 في أوروبا الوسطى والشرقية واجهت مملكة بولندا ودوقية ليتوانيا الكبرى (ضمت الأخيرة أراضي من بيلاروسيا وأوكرانيا الحديثة) عمليات نهب من قبل النظام التوتوني، وبعدها ظهرت تهديدات من موسكوفي وخانية القرم والدولة العثمانية. فشكلت الدولتان اتحادًا شخصيًا من خلال زواج يادويغا ملكة بولندا على الدوق الليتواني الكبير جوغيلا، الذي أصبح ملك بولندا فلاديسلاف الثاني جاجيشو. على مدى القرون الأربعة التالية وحتى تقسيم الكومنولث البولندي الليتواني في القرن الثامن عشر ما بين بروسيا وروسيا والنمسا أقام النظامان سيادة مشتركة اتحادية، وهي أكبر دولة في أوروبا منذ فترة طويلة رحبت بالأعراق والديانات المتنوعة، ومنها ينتمي معظم يهود العالم، وعززوا الفكر العلمي (مثل نظرية مركزية الشمس لنيكولاس كوبرنيكوس).

### أفريقيا جنوب الصحراء

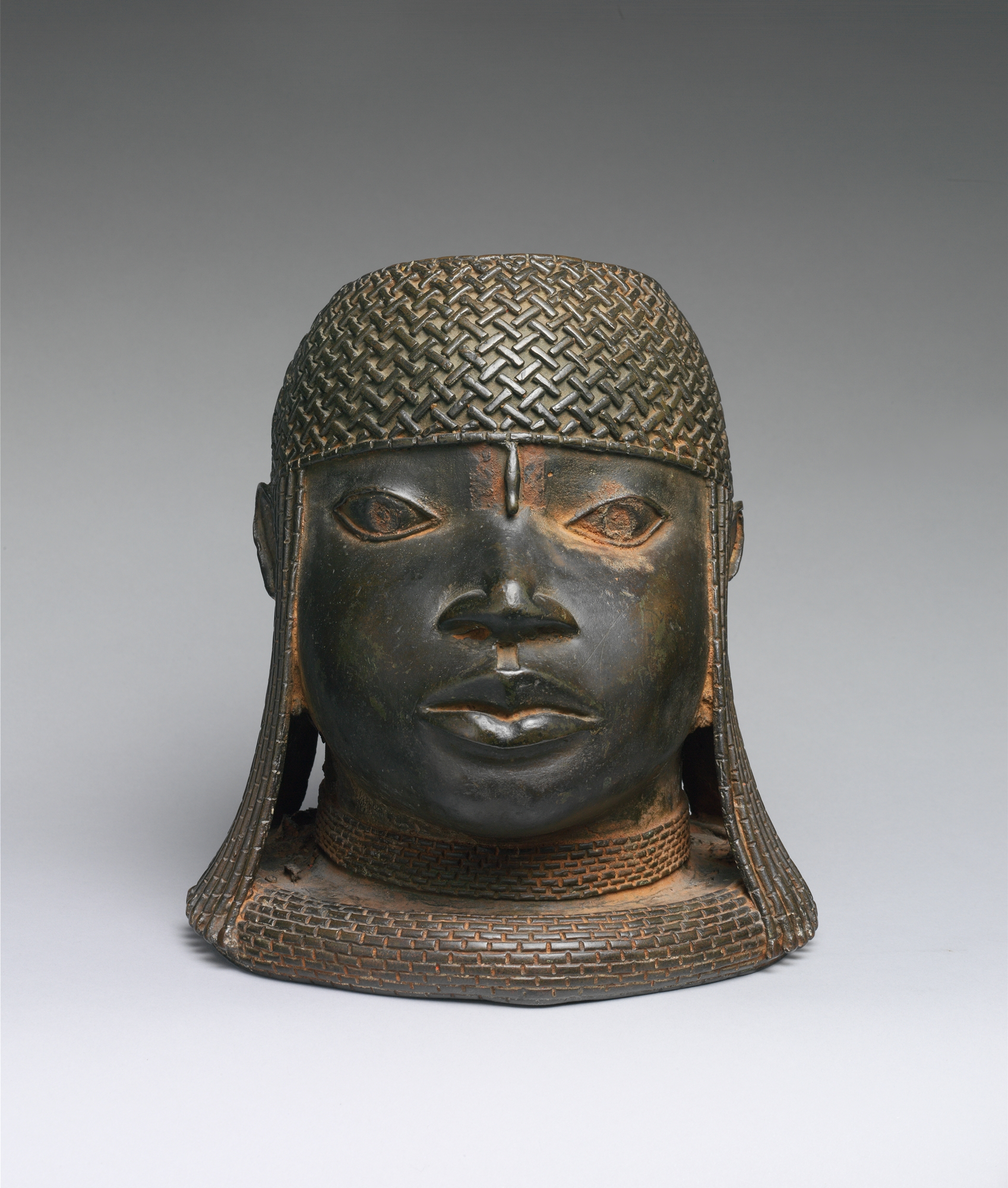
نحاسية لبرونزيات بنين من نيجيريا.

كانت أفريقيا جنوب الصحراء في العصور الوسطى موطنًا لعدة حضارات مختلفة. ففي القرن الأفريقي تراجعت مملكة أكسوم في القرن السابع. اشتهرت سلالة زاغو التي ظهرت فيما بعد بهندستها المعمارية بقطع الصخور في لاليبيلا. ثم سقطت زاغوي أمام السلالة السليمانية التي ادعت أنها سلالة من ملوك أكسوم وحكموا البلاد حتى القرن العشرين. وفي منطقة ساحل غرب إفريقيا نشأت العديد من الممالك الإسلامية، مثل سلطنة مالي وسونغاي وكانم-برنو، حيث سيطروا على تجارة الذهب والعاج والملح والعبيد عبر الصحراء.
وفي جنوب الساحل نشأت الحضارات في الغابات الساحلية. مثل مدينة إيفي من عرقية اليوروبا، التي اشتهرت بفنونها، وإمبراطورية أويو ومملكة بنين لشعب إيدو المتمركز في مدينة بنين، ومملكة نري من عرقية الإيغبو التي أنتجت الفن البرونزي المتقدم في إيغبو-أوكوو، والأكانيون الذين اشتهروا بهندستهم المعقدة.
تشكلت في وسط أفريقيا عدة دول، مثل مملكة الكونغو. وفي ما يعرف الآن بأفريقيا الجنوبية أنشأ الأفارقة ممالك مختلفة مثل مملكة موتابا. وازدهروا من خلال التجارة مع السواحليون على ساحل شرق إفريقيا. قاموا ببناء هياكل حجرية دفاعية كبيرة بدون ملاط مثل زيمبابوي العظمى عاصمة مملكة زيمبابوي، وخامي عاصمة مملكة بوتوا، ودانانغومبي (دلو دلو) عاصمة إمبراطورية روزفي. كان الشعب السواحلي أنفسهم من سكان الساحل الشرقي لأفريقيا من كينيا إلى موزمبيق، وكانوا يتاجرون على نطاق واسع مع الآسيويين والعرب الذين عرفوهم بالإسلام. قاموا ببناء العديد من المدن الساحلية مثل مومباسا وزنجبار وكلوة والتي كانت معروفة للبحارة الصينيين بقيادة تشنغ خه والجغرافيين الإسلاميين.
استعمر البحارة من جنوب شرق آسيا مدغشقر في وقت ما بين القرنين الرابع والتاسع، مما خلق ما أسماه الجغرافي جارد دايموند «أكثر حقيقة مدهشة في الجغرافيا البشرية». للوصول إلى مدغشقر عبر المستوطنون 6000 ميل من المحيط في قوارب شراعية، ربما بدون خرائط أو بوصلات. كما وصلت موجة من المهاجرين الناطقين بالبانتو من جنوب شرق إفريقيا إلى مدغشقر حوالي 1000 م.

### جنوب آسيا

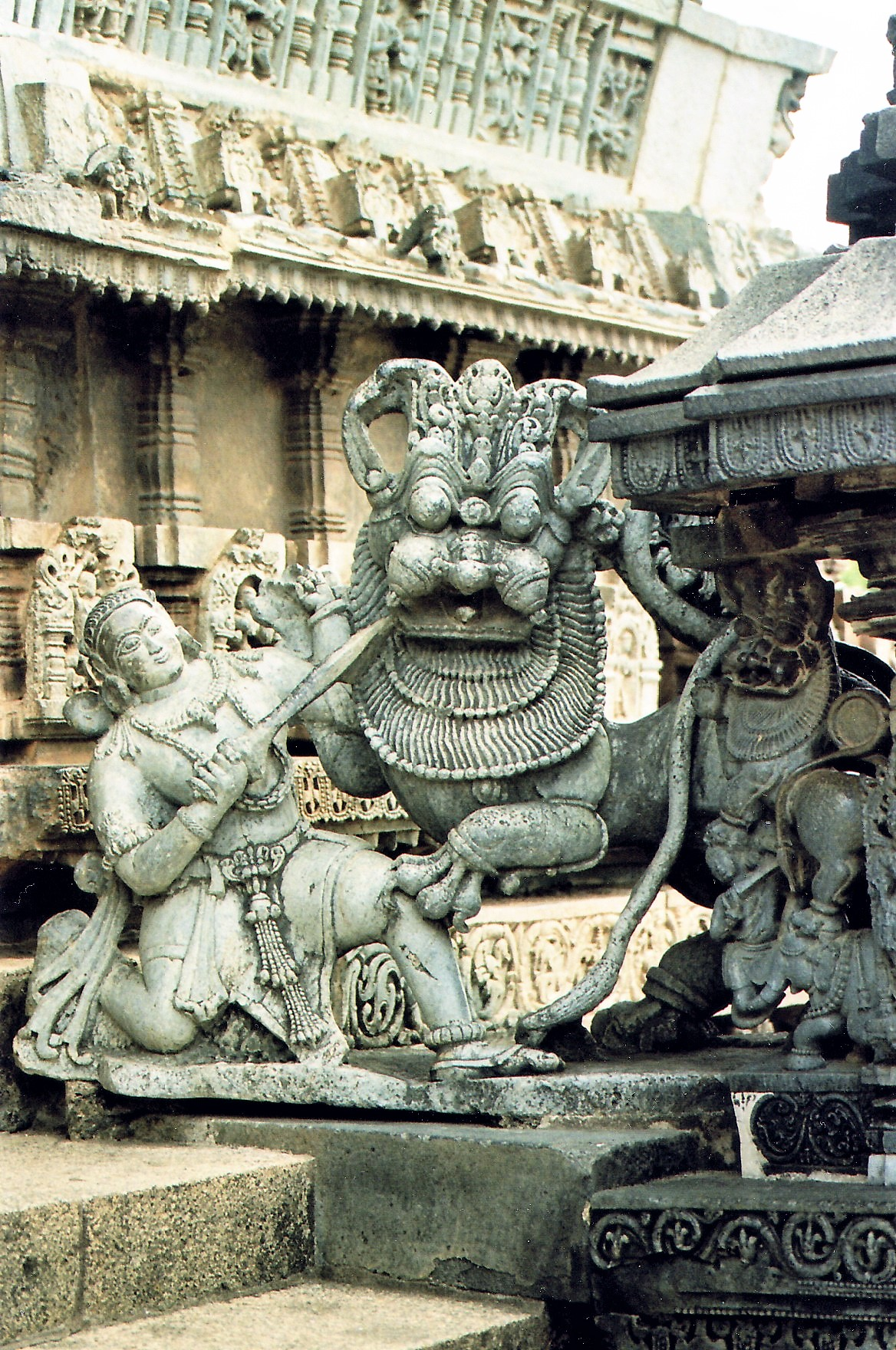
معبد تشيناكسافا، بلور، الهند

بعد سقوط إمبراطورية جوبتا (550 م) انقسمت منطقة شمال الهند إلى شبكة معقدة وطويلة من الممالك الصغرى. ثم بدأت الغزوات الإسلامية المبكرة في الغرب سنة 712 م عندما ضمت الخلافة الأموية جزءًا كبيرًا من باكستان الحالية. توقف تقدم المسلمين عسكريا في تلك المرحلة، لكن الإسلام لا يزال منتشرًا في الهند، ويرجع ذلك إلى تأثير التجار العرب القوي على طول الساحل الغربي.
شهد القرن التاسع صراعًا ثلاثيًا للسيطرة على شمال الهند بين إمبراطورية براتيهارا وإمبراطورية بالا وإمبراطورية راشتراكوتا. من بين الدول المهمة التي ظهرت في الهند خلال هذا الوقت سلطنة بهماني وإمبراطورية فيجاياناغارا.
ومن سلالات ما بعد الكلاسيكية في جنوب الهند سلالة تشالوكيا وهويسالا وتشولا ومغول الهند وماراثا وميسور. ازدهرت العلوم والهندسة والفن والأدب والفلك والفلسفة تحت رعاية ملوك تلك الممالك.

### شمال شرق آسيا
بعد فترة من الشقاق النسبي، تمكنت أسرة سوي من توحيد الصين سنة 589 وتحت حكم أسرة تانغ اللاحقة (618-907) دخلت الصين عصرها الذهبي. تنافست إمبراطورية تانغ مع الإمبراطورية التبتية (618-842) للسيطرة على مناطق في آسيا الوسطى والداخلية. وفي النهاية انقسمت سلالة تانغ، وبعد نصف قرن من الاضطرابات أعادت أسرة سونغ توحيد أغلب الصين، عندما كانت وفقًا لوليام ماكنيل «أغنى دولة وأكثرها مهارة واكتظاظًا بالسكان على وجه الأرض». أصبح الضغط من ممالك الرحل الشمالية شديدًا. وفي سنة 1142 فقد شمال الصين أمام الجورشن في حروب جين سونغ، ثم غزا المغول كل الصين سنة 1279 ومعها ما يقرب من نصف مساحة أوراسيا. وبعد حوالي قرن من حكم أسرة يوان المغولية، عاد العرق الصيني ليؤكد سيطرته على الصين مع تأسيس سلالة مينج سنة 1368.

معركة في سنة 1281 خلال الغزو المغولي لليابان

في اليابان بدأ تشكيل التسلسل الإمبراطوري في ذلك الوقت، وخلال فترة أسوكا (538-710) تكونت مقاطعة ياماتو لتكون دولة مركزية. تسللت الديانة البوذية إلى البلاد، وكان هناك تأكيد على تبني أشكال من الثقافة الصينية والكونفوشيوسية. وتميزت فترة نارا في القرن الثامن بظهور ثقافة أدبية وليدة، فضلاً عن تطور الأعمال الفنية والعمارة المستوحاة من البوذية. شهدت فترة هييآن (794 إلى 1185) ذروة القوة الإمبريالية وصعود العشائر العسكرية وبداية الإقطاع الياباني. امتدت الفترة الإقطاعية للتاريخ الياباني التي هيمن عليها اللوردات الإقليميون الأقوياء (داي-ميو) والحكم العسكري لأمراء الحرب (شوغون) مثل شوغونية أشيغاكا وشوغونية توكوغاوا من 1185 إلى 1868. واستمر حكم الإمبراطور في الغالب صوريًا، وقوة التجار كانت ضعيفة.
شهدت كوريا ما بعد الكلاسيكية نهاية حقبة الممالك الثلاث وهي غوغوريو وبيكجي وشيلا. غزت شيلا بايكجي في 660، وغوغوريو في 668، إيذانا ببداية فترة الولايات الشمالية والجنوبية (남북 국 시대)، مع شلا الموحدة في الجنوب وبالهاي وهي ولاية خلفت غوغوريو في الشمال. وفي 892 م عاد هذا الترتيب إلى الممالك الثلاث اللاحقة بظهور مملكة غوغوريو (التي كانت تسمى آنذاك تايبونغ، ثم سميت بغوريو لاحقًا)، ووحدت شبه الجزيرة بأكملها سنة 936. حكمت سلالة كوريو حتى 1392، عندما خلفتها سلالة جوسون التي حكمت قرابة 500 عام.

### جنوب شرق آسيا

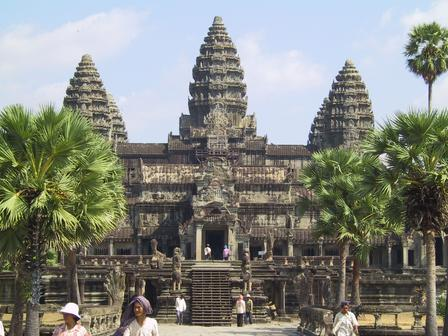
معبد أنغكور وات، كمبوديا، تأسس بداية القرن 12

شهدت بداية العصور الوسطى في جنوب شرق آسيا سقوط مملكة فونان (550 م) بيد إمبراطورية تشينلا، التي حلت محلها إمبراطورية الخمير (802 م). كانت أنغكور عاصمة الخمير، أكبر مدينة في العالم قبل العصر الصناعي وضمت أكثر من ألف معبد، وأشهرها أنغكور وات. كانت مملكتا سوكوتاي (1238 م) وأيوثايا (1351 م) قوى رئيسية للشعب التايلاندي الذين تأثروا بالخمير.
بدءًا من القرن التاسع برزت مملكة باغان إلى مكانة بارزة في ميانمار الحديثة. أدى انهيارها إلى انقسام سياسي انتهى بصعود إمبراطورية تونغو في القرن السادس عشر. الممالك الأخرى البارزة في تلك الفترة هي إمبراطورية سريفيجايا ومملكة لافو (كلاهما برز في القرن السابع)، تشامبا وهاربونجاي (كلاهما حوالي 750)، وداي فيت (968) ولان لا (القرن الثالث عشر)، وماجاباهيت (1293) ولان سانغ (1354) وآفا (1364).
شهدت هذه الفترة انتشار الإسلام إلى إندونيسيا الحالية (بداية من القرن الثالث عشر) وظهور سلطنات الملايو مثل بروناي وملقا. وفي الفلبين تشكلت العديد من الأنظمة السياسية مثل توندو وسيبو وبوتوان.

### أوقيانوسيا

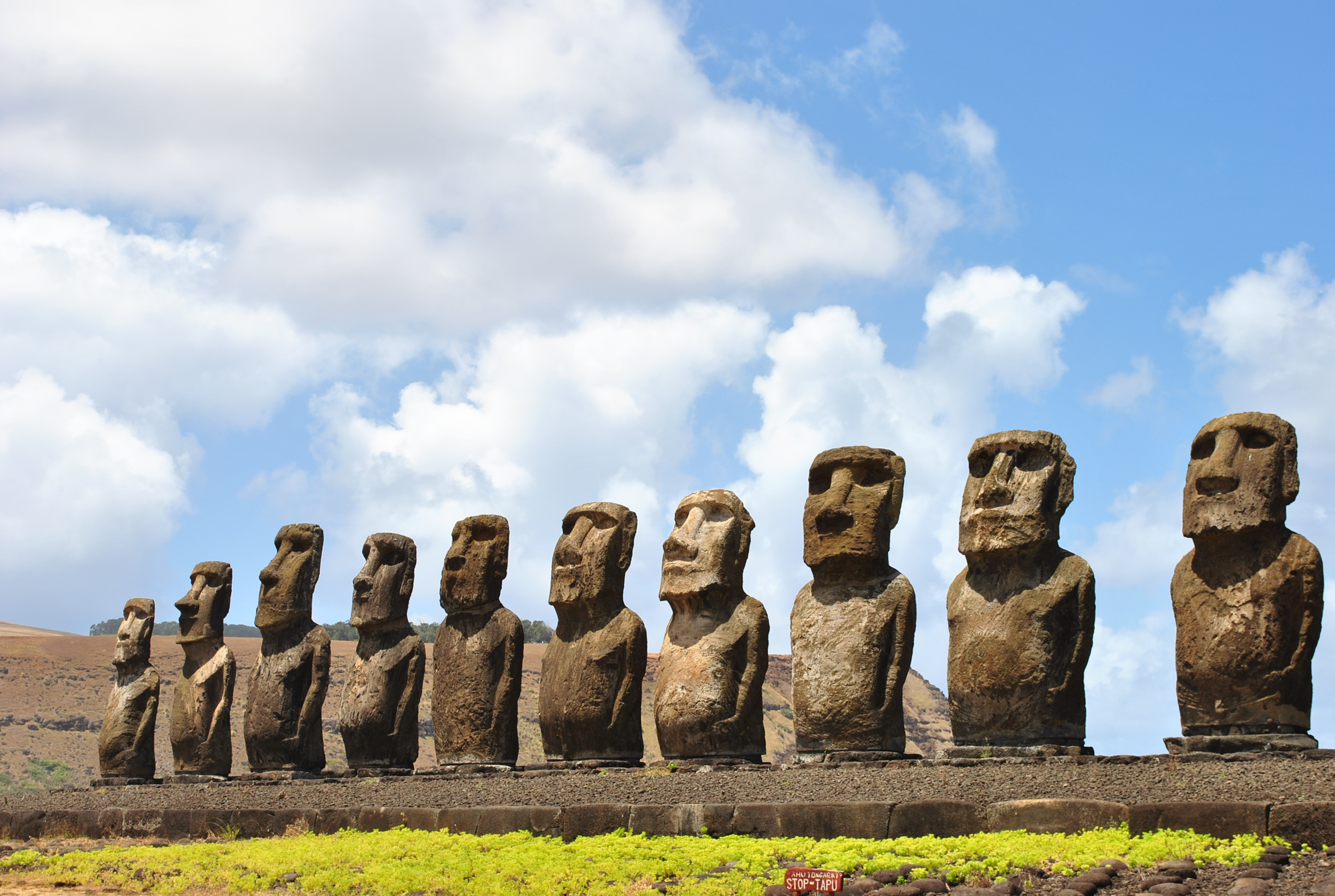
مواي في جزيرة القيامة

في أوقيانوسيا تأسست إمبراطورية توي تونغا في القرن العاشر الميلادي وتوسعت بين 1200 و 1500. انتشرت ثقافة ولغة وهيمنة التونغا على نطاق واسع في جميع أنحاء شرق ميلانيزيا وميكرونيزيا ووسط بولينيزيا في تلك الفترة، مما أثر على شرق أوفيا وروتوما وفوتونا وساموا ونيوي، بالإضافة إلى جزر وأجزاء معينة من ميكرونيزيا (كيريباتي وبوهنبي وقيم متفرقة متنوعة) وفانواتو وكاليدونيا الجديدة (على وجه التحديد جزر لويالتي مع وجود الجزيرة الرئيسية في الغالب مأهولة من قبل الكاناك الميلانيزي وثقافاتهم).
في شمال أستراليا هناك أدلة على أن بعض مجموعات من السكان الأصليين كانت تتاجر بانتظام مع صيادي ماكاساريس من إندونيسيا قبل وصول الأوروبيين.
في نفس الوقت تقريبًا ظهرت دول بحرية قوية في شرق بولينيزيا، تمحورت حول جزر المجتمع، وتحديداً على تابوتابواتيا ماراي المقدسة، والتي اجتذبت المستعمرين البولينيزيين الشرقيين من أماكن بعيدة مثل هاواي ونيوزيلندا (أوتياروا) وتواموتو جزر لأسباب سياسية وروحية واقتصادية، حتى الانهيار غير المبرر للرحلات الطويلة المنتظمة في شرق المحيط الهادئ قبل عدة قرون من بدء الأوروبيين استكشاف المنطقة.
السجلات المكتوبة الأصلية من هذه الفترة غير موجودة تقريبًا، حيث يبدو أن جميع سكان جزر المحيط الهادئ، باستثناء محتمل لرابا نوي ونصوص رونغورونغو غير مفككة حاليًا، لم يكن لديهم أنظمة كتابة من أي نوع حتى بعد تقديمها من قبل المستعمرين الأوروبيين. ومع ذلك يمكن تقدير بعض عصور ما قبل التاريخ الأصلية وإعادة بنائها أكاديميًا من خلال تحليل دقيق وحكيم للتقاليد الشفهية الأصلية، والإثنوغرافيا الاستعمارية وعلم الآثار والأنثروبولوجيا الفيزيائية والبحوث اللغوية.

### الأمريكتان

ماتشو بيتشو، إمبراطورية إنكا، بيرو

شهدت تلك الحقبة في أمريكا الشمالية صعود حضارة المسيسيبي في الولايات المتحدة حوالي 800 م، تميزت بمجمع حضري واسع من القرن الثاني عشر في كاهوكيا. بنت شعوب بويبلو القديمة والذين من قبلها (القرن التاسع -الثالث عشر) مستوطنات دائمة واسعة النطاق، بما في ذلك الهياكل الحجرية التي ستظل أكبر المباني في أمريكا الشمالية حتى القرن التاسع عشر.
في وسط أمريكا سقطت حضارة تيوتيهواكان وحدث الانهيار الكلاسيكي لمايا. سيطرت إمبراطورية الأزتك على الكثير من أمريكا الوسطى في القرنين الرابع عشر والخامس عشر.
وفي أمريكا الجنوبية شهد القرن الخامس عشر صعود الإنكا. امتدت إمبراطورية الإنكا أو تاوانتينسويو وعاصمتها كوسكو عبر جبال الأنديز بأكملها، مما جعلها الحضارة الأكثر شمولاً لحقبة ما قبل كولومبوس. كانت الإنكا مزدهرة ومتقدمة، ومعروفة بنظام طرق ممتاز وحجارة البناء لا مثيل لها.

## التاريخ الحديث (1500 حتى الوقت الحالي)

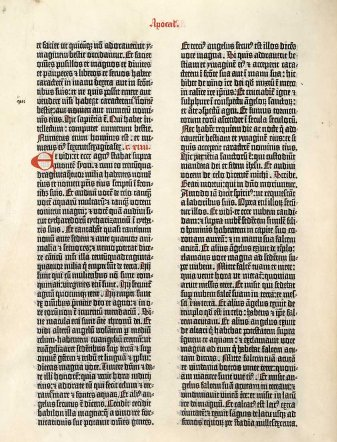
الكتاب المقدس لغوتنبرغ حوالي 1450، أنتج باستخدام الحرف المتحرك

في النهج التاريخي العالمي المستقيم، يُعتبر التاريخ الحديث («الفترة الحديثة» و«العصر الحديث» و«الزمن الحديث») هو تاريخ الفترة التي تَبِعت تاريخ ما بعد الكلاسيكية (تعرف في أوروبا باسم «العصور الوسطى»)، والتي تمتد من حوالي 1500 حتى الوقت الحالي. يشمل «التاريخ المعاصر» الأحداث من حوالي عام 1945 وحتى الوقت الحاضر. (لقد تغيرت تعريفات كلا المصطلحين، «التاريخ الحديث» و «التاريخ المعاصر» مع مرور الوقت والكثير من الأحداث وكذلك تواريخ انطلاقهما). يمكن تقسيم التاريخ الحديث إلى فترات أخرى:
- بدأت الفترة الحديثة المبكرة حوالي 1500 وانتهت في 1815. تضمنت المعالم التاريخية البارزة استمرار النهضة الأوروبية (الذي يعود تاريخ بدايته إلى ما بين 1200 و1401)، وعصر الاستكشاف وممالك البارود الإسلامية والإصلاح البروتستانتي[238][239] والثورة الأمريكية. ومع الثورة العلمية تم اكتشاف معلومات جديدة عن العالم من خلال المنهج التجريبي[240] والعلمي، على النقيض من التركيز السابق على العقل والمعرفة الفطرية. رافق حدوث الثورة العلمية مع إدخال يوهانس غوتنبرغ الطباعة إلى أوروبا باستخدام الحرف المتحرك، ومن اختراع المقراب والمجهر. كانت العولمة تغذيها التجارة الدولية والاستعمار.
- أما الفترة الحديثة المتأخرة فقد بدأت حوالي 1750-1815، حيث شهدت أوروبا الثورة الصناعية والاضطرابات العسكرية والسياسية للثورة الفرنسية والحروب النابليونية، تلتها فترة الهيمنة البريطانية. واستمرت الفترة الحديثة المتأخرة إما حتى نهاية الحرب العالمية الثانية سنة 1945، أو إلى الوقت الحاضر. تشمل المعالم التاريخية البارزة الأخرى التباعد الكبير والثورة الروسية.[241][242]
- بدأ التاريخ المعاصر سنة 1945. واشمل على التطورات الرئيسية مثل الحرب الباردة، والحروب الساخنة المستمرة والحروب بالوكالة وعصر النفاث واكتشاف بنية الحمض النووي والثورة الخضراء والأقمار الصناعية ونظام التموضع العالمي (GPS) وتطوير نظام الاتحاد الأوروبي وعصر المعلومات والتطور الاقتصادي السريع في الهند والصين، ومجموعة مروعة من الأزمات البيئية العالمية التي قادها التهديد الوجودي الوشيك المتمثل في الاحتباس الحراري الجامح.[243]

تطورت السمات المميزة في العصر الحديث بشكل رئيسي في أوروبا، وهكذا فإن مختلف المخاطر تطبق في بعض الأحيان على أجزاء أخرى من العالم. لكن عندما تستخدم الفترات الأوروبية عالميًا، غالبًا ما يكون ذلك في سياق الاتصال مع الثقافة الأوروبية في عصر الاستكشاف.
في العلوم الإنسانية والاجتماعية، تعرف القواعد والمواقف والممارسات الناشئة خلال الفترة الحديثة باسم الحداثة. وتُعرف المصطلحات المقابلة لثقافة ما بعد الحرب العالمية الثانية باسم ما بعد الحداثة أو الحداثة المتأخرة.

### الحقبة الحديثة المبكرة (1500 إلى 1800)
كانت «الفترة الحديثة المبكرة» هي الفترة بين العصور الوسطى والثورة الصناعية - حوالي 1500 إلى 1800. وتميزت بظهور العلم والتقدم التكنولوجي السريع، والسياسة المدنية العلمانية وظهور الدول القومية. وصعود الاقتصادات الرأسمالية في البداية في جمهوريات شمال إيطاليا. شهدت الفترة الحديثة المبكرة صعود وهيمنة النظرية الاقتصادية التجارية، والانحدار والاختفاء النهائي للإقطاع والرق وسلطة الكنيسة الكاثوليكية داخل المجال الأوروبي. وجرت فترة الإصلاح وحرب الثلاثين عاما الكارثية وعصر الاستكشاف والتوسع الاستعماري الأوروبي، وذروة مطاردة الساحرات والثورة العلمية وعصر التنوير. وخلال الفترة الحديثة المبكرة أصبحت البروتستانتية دين أغلبية في جميع أنحاء شمال غرب أوروبا وفي إنجلترا وأمريكا الناطقة باللغة الإنجليزية، وقد طوروا ثقافتهم الخاصة، مع مساهمات كبيرة في التعليم والعلوم الإنسانية والعلوم والنظام السياسي والاجتماعي والاقتصاد والفنون والعديد من المجالات الأخرى.

#### عصر النهضة والتوسع الأوروبي

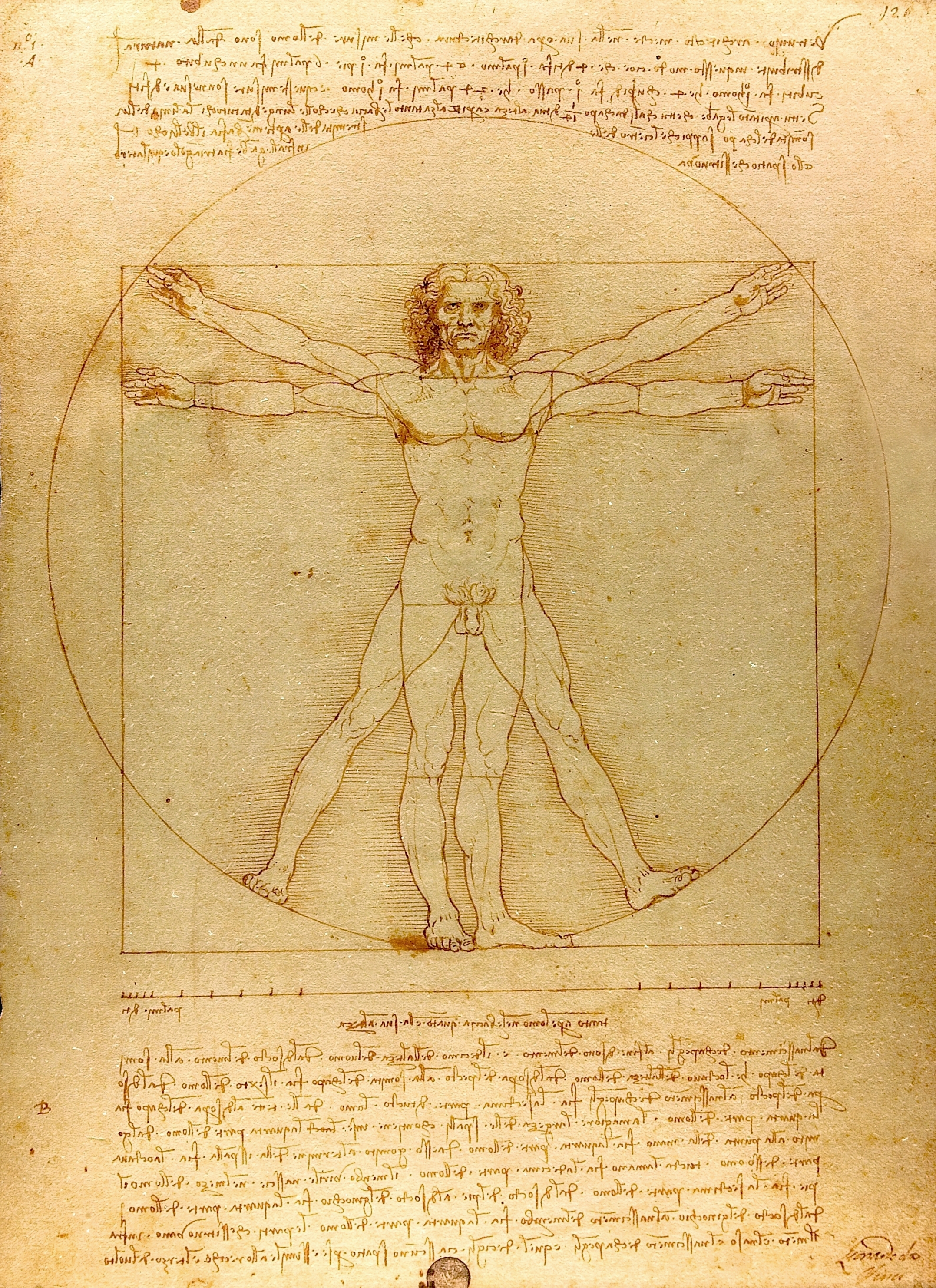
الرجل الفيتروفي لليوناردو دافنشي (حوالي 1490), عصر النهضة إيطاليا

نهضة أوروبا هي ولادة جديدة للثقافة الكلاسيكية، التي بدأت في القرن الرابع عشر وامتدت إلى القرن السادس عشر، تضمنت إعادة اكتشاف الإنجازات الثقافية والعلمية والتكنولوجية للعالم الكلاسيكي والنهوض الاقتصادي والاجتماعي لأوروبا. ولّد عصر النهضة ثقافة الفضول التي أدت في النهاية إلى النزعة الإنسانوية والثورة العلمية. في تلك الفترة التي شهدت اضطرابات اجتماعية وسياسية وثورات في العديد من المساعي الفكرية، تم الاحتفال بها أيضًا لتطوراتها الفنية وإنجازات العديد من المثقفين مثل ليوناردو دافنشي ومايكل أنجلو الذين ألهموا مصطلح رجل النهضة.
سيطرت القوى الأوروبية خلال فترة التوسع الأوروبي على معظم العالم. على الرغم من أن المناطق الأكثر رقيًا في الحضارة الأوروبية الكلاسيكية هي أكثر تحضراً من أي منطقة أخرى في العالم، إلا أن تلك الحضارة مرت بفترة طويلة من التدهور والانهيار التدريجي. خلال الفترة الحديثة المبكرة تمكنت أوروبا من استعادة هيمنتها؛ لا يزال المؤرخون يناقشون الأسباب.
تميزت تلك الحقبة بظهور الإمبراطوريات الأوروبية البحرية في القرون 15 و16 و17، أولاً الإمبراطوريات البرتغالية والإسبانية، وبعدها ظهرت الإمبراطوريات الفرنسية والإنجليزية والهولندية. في القرن السابع عشر ، أصبحت العولمة أيضًا ظاهرة تجارية خاصة عندما كانت الشركات المرخصة مثل شركة الهند الشرقية الإنجليزية (تأسست في 1600)، والتي غالبًا ما توصف بأنها أول شركة متعددة الجنسيات، وكذلك نشأة شركة الهند الشرقية الهولندية (تأسست في 1602).

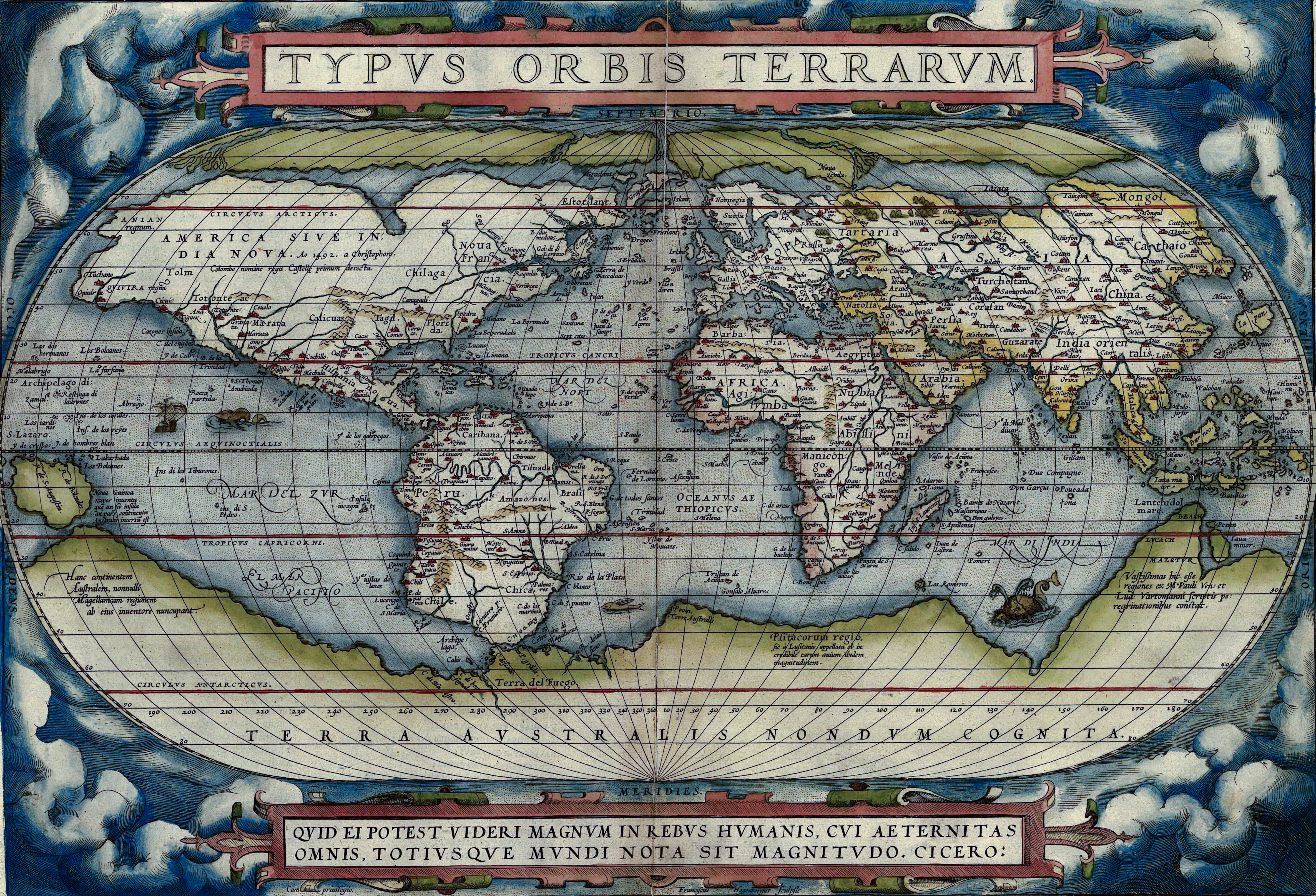
خريطة العالم سنة 1570 لإبراهام أورتيليوس، وتظهر الإكتشافات الأوروبية

أحدث عصر الاكتشاف تغييرًا واسعًا في العولمة، فكانت الفترة الأولى التي شاركت فيها أوراسيا وأفريقيا في تبادل ثقافي ومادي وبيولوجي كبير مع العالم الجديد، حيث بدأت في أواخر القرن الخامس عشر عندما أرسلت مملكتا شبه الجزيرة الأيبيرية - البرتغال وقشتالة - أولى الرحلات الاستكشافية حول رأس الرجاء الصالح والأمريكتين التي اكتشفها كريستوفر كولومبوس في 1492. وقبل بداية القرن السادس عشر بفترة وجيزة، بدأ البرتغاليون في إنشاء مصانع من إفريقيا إلى آسيا والبرازيل، للتعامل مع تجارة المنتجات المحلية مثل العبيد والذهب والتوابل والأخشاب، وإدخال مركز أعمال دولي في ظل احتكار ملكي مثل كازا دي إنديا أو مكتب الهند.
استمر التكامل العالمي مع الاستعمار الأوروبي للأمريكتين الذي بدأ بالتبادل الكولومبي، التبادل الواسع النطاق للنباتات والحيوانات والأطعمة والسكان (بما في ذلك العبيد) والأمراض المعدية والثقافة بين نصفي الكرة الأرضية الشرقي والغربي. كانت واحدة من أهم الأحداث العالمية المتعلقة بالبيئة والزراعة والثقافة في التاريخ. ساهمت المحاصيل الجديدة التي جاءت من الأمريكتين عبر البحارة الأوروبيين في القرن السادس عشر بشكل كبير في النمو السكاني في العالم.

### التطورات الإقليمية

#### الشرق الأوسط الكبير

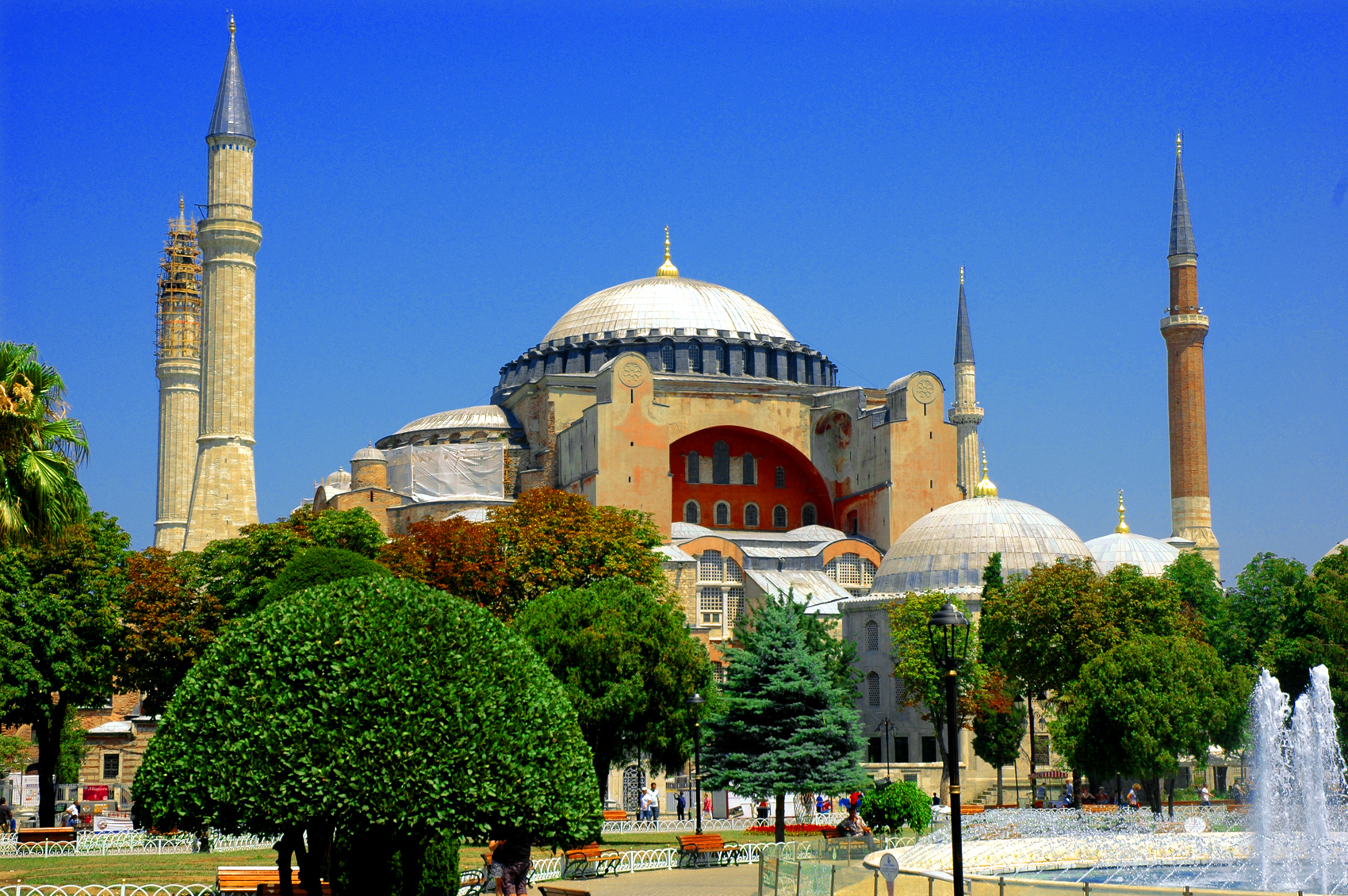
آيا صوفيا في إسطنبول تركيا

بعد فتح القسطنطينية في 1453، بدات الدولة العثمانية تهيمن على الشرق الأوسط. ووقعت بلاد فارس تحت حكم السلالة الصفوية سنة 1501، خلفتها السلالة الأفشارية سنة 1736، ثم الدولة الزندية في 1751، والقاجاريون في 1794. وفي شمال أفريقيا ظلت الدولة الوطاسية وبنو زيان والحفصيون دول أمازيغية مستقلة حتى القرن السادس عشر. احتلّ الأوزبك والبشتون المناطق إلى الشمال والشرق في آسيا الوسطى. ومع بداية القرن التاسع عشر، بدأت الإمبراطورية الروسية غزوها للقوقاز.

#### أوروبا
توج إيفان الرهيب قيصرًا على روسيا سنة 1547 بلقب تسار، وبعد ضم الخانات التركية في الشرق تحولت روسيا إلى قوة إقليمية. بينما توسعت بلدان أوروبا الغربية بشكل هائل من خلال التقدم التكنولوجي والغزو الاستعماري، فقد تنافست فيما بينها اقتصاديًا وعسكريًا في حالة حرب شبه دائمة. وكثيرًا ما كان للحروب بُعد ديني، إما كاثوليكي في مقابل بروتستانتي أو بين المسيحيين والمسلمين (في أوروبا الشرقية في المقام الأول). ومن أهم الحروب حرب الثلاثين عاما وحرب الخلافة الإسبانية وحرب السنوات السبع وحروب الثورة الفرنسية. ومع انقلاب 18 برومير وصل نابليون إلى السلطة في فرنسا سنة 1799، وهو الحدث الذي استهل الحروب النابليونية بداية القرن 19.

#### أفريقيا جنوب الصحراء الكبرى
شهدت تلك الفترة في أفريقيا تراجعًا واضحًا في حضارات وتقدمًا في حضارات أخرى. فتراجع الساحل السواحلي بعد أن أصبح تحت حكم الإمبراطورية البرتغالية، وبعدها تحت حكم عمان. وفي غرب أفريقيا سقطت سلطنة سونغاي على يد المغاربة في 1591 عندما غزوها مدعمين بالبنادق. أيضًا دولة بونو التي أنتجت العديد من الدويلات الأكانية التي أيقظت البحث عن الذهب مثل أكوامو وأكيم وفانتي وأدانسي وغيرهم. أفسحت مملكة زيمبابوي في جنوب أفريقيا المجال لممالك أصغر مثل مملكة موتابا وبوتوا وروزفي. عانت الحبشة من غزو سلطنة عدل الإسلامية المجاورة سنة 1531، ثم دخلت في 1769 زمن الأمراء (زمن ميسافنت) إذ أصبح الإمبراطور لقبًا فخريًا وحكمت البلاد من قِبَل أمراء الحرب، على الرغم من أن الخط الملكي في وقت لاحق استعاد عافيته في عهد الإمبراطور تيودروس الثاني. بدأت سلطنة أجوران في القرن الأفريقي في الانحدار مع بداية القرن السابع عشر، حيث خلفتها سلطنة غلدي. تقدمت حضارات أخرى في أفريقيا خلال هذه الفترة. عرفت إمبراطورية الأويو عصرها الذهبي، وكذلك إمبراطورية بنين. وصلت إمبراطورية آشانتي إلى السلطة في ما يُعرف بالعصر الحديث باسم غانا في 1670. ازدهرت مملكة الكونغو خلال تلك الفترة أيضًا.

#### جنوب آسيا

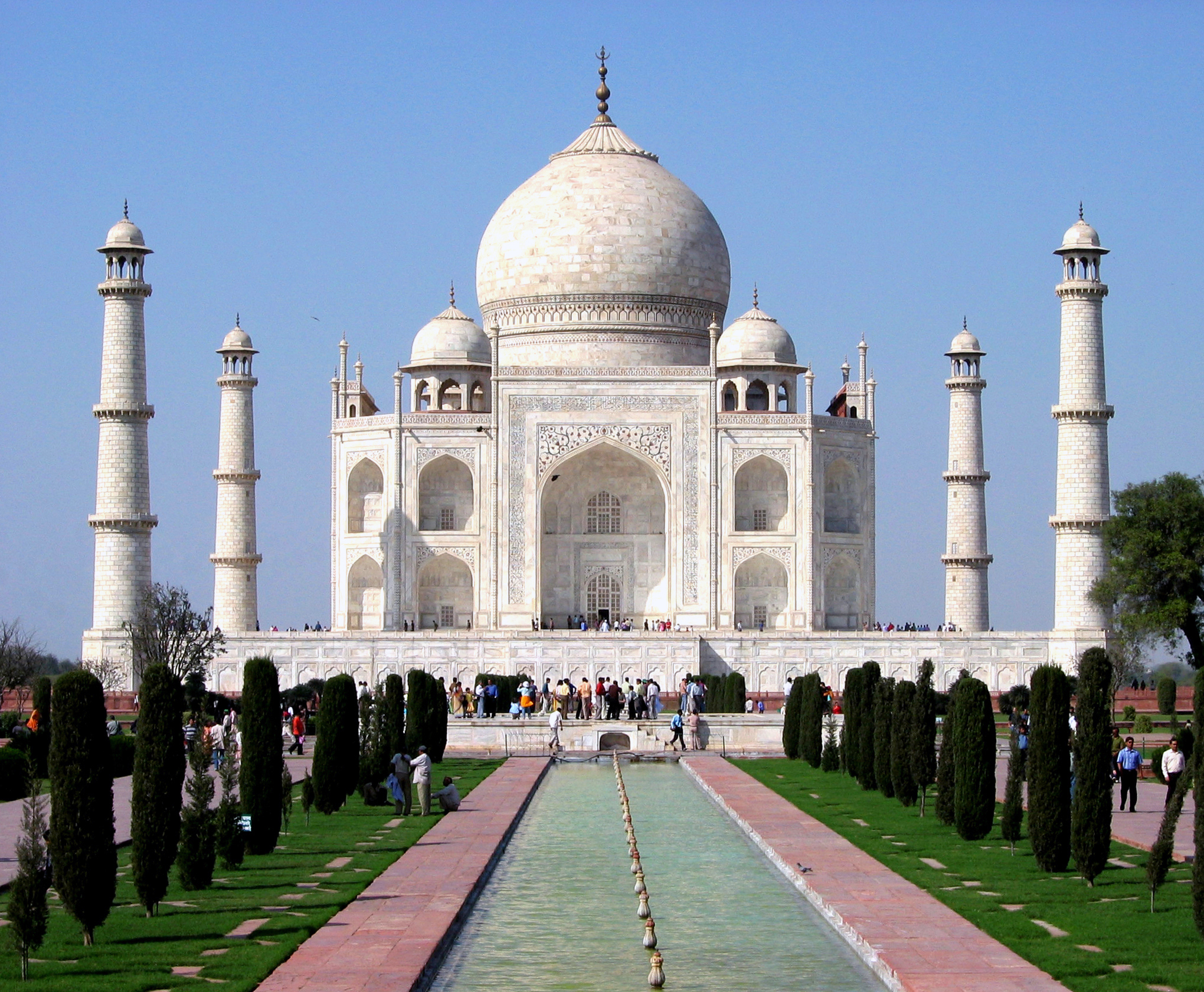
تاج محل سلطنة مغول الهند

ظهرت سلطنة مغول الهند في الشمال الغربي لشبه القارة الهندية سنة 1526 واستمرت لقرنين من الزمان. وفي نهاية القرن 17 أصبحت السلطنة تحكم شبه القارة الهندية بأكملها، باستثناء المقاطعات الهندية الواقعة في أقصى الجنوب، والتي ظلت مستقلة. ثم ظهرت إمبراطورية المراثا الهندوسية على الساحل الغربي سنة 1674، واكتسبت تدريجيًا الأراضي - غالبية الهند الحالية - من المغول على مدى عدة عقود، لا سيما في حروب ماراثا ومغول الهند (1681-1701). ثم وقعت تحت سيطرة شركة الهند الشرقية البريطانية سنة 1818، ثم انتقلت جميع سلطات المراثا والمغول السابقة إلى الحكم البريطاني سنة 1858.

#### شمال شرق آسيا

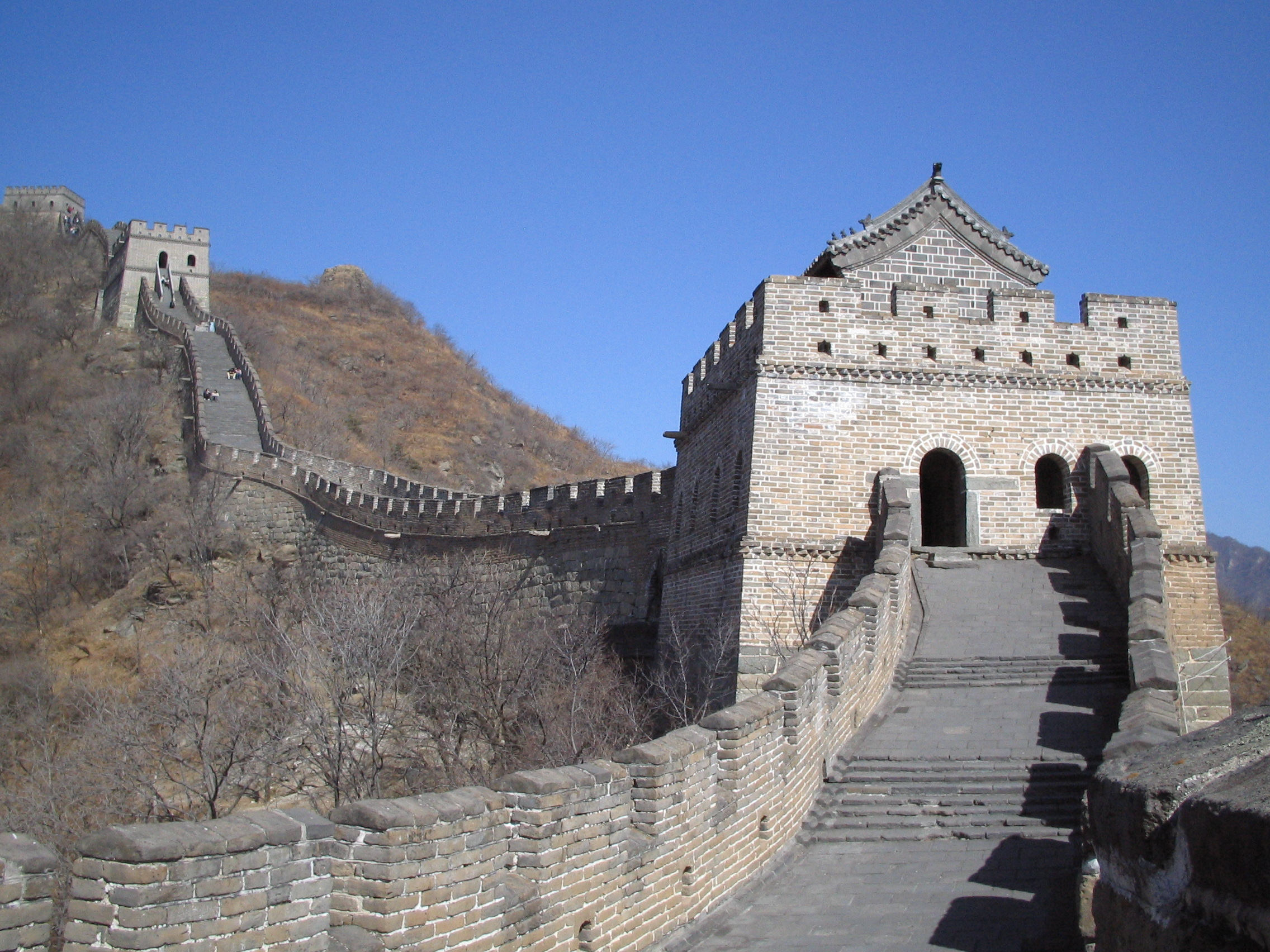
جزء سلالة مينغ، سور الصين العظيم

في الصين أفسحت سلالة مينغ الطريق لتشينغ سنة 1644، وهي آخر سلالة إمبراطورية صينية، وحكمت حتى 1912. وفي اليابان ظهرت فترة أزوتشي-موموياما (1568-1603)، تلتها فترة إيدو (1603-1868). وحكمت أسرة جوسون الكورية (1392-1910) طوال تلك الفترة، ونجحت في صد غزوات القرنين السادس عشر والسابع عشر من اليابان والصين. أثرت التجارة البحرية الموسعة مع أوروبا بشكل كبير على الصين واليابان خلال هذه الفترة، لا سيما من قبل البرتغاليين الذين كان لهم وجود في ماكاو وناغازاكي. ومع ذلك فقد اتخذت كلا من الصين واليابان لاحقًا سياسات انعزالية مصممة للقضاء على التأثيرات الأجنبية.

#### جنوب شرق آسيا
في عام 1511 أطاح البرتغاليون بسلطنة ملقا الواقعة في ماليزيا وسومطرة. واحتفظوا بتلك المنطقة المهمة (والمضيق الملاحي المرتبط بها) حتى أطاح بهم الهولنديون سنة 1641. أصبحت سلطنة جوهر المتمركزة في الطرف الجنوبي من شبه جزيرة الملايو القوة التجارية المهيمنة في المنطقة. توسع الاستعمار الأوروبي مع الهولنديين في إندونيسيا، والبرتغاليين في تيمور الشرقية والإسبان في الفلبين. وفي القرن التاسع عشر امتد التوسع الأوروبي على كامل جنوب شرق آسيا بالكامل ، مع وجود البريطانيين في ميانمار وماليزيا والفرنسيين في الهند الصينية. فقط تايلاند التي نجحت بإبعاد الاستعمار عنها.

#### أوقيانوسيا
أيضًا تأثرت جزر المحيط الهادئ بالوجود الأوروبي، بدءًا برحلة إبحار ماجلان، الذي هبط على جزر ماريانا وجزر أخرى سنة 1521. وأيضًا رحلات أبل تاسمان (1642-1644) إلى أستراليا ونيوزيلندا والجزر المجاورة الحالية ورحلات الكابتن جيمس كوك (1768–1779) وهو أول أوروبي وثق رحلته في هاواي. أسست بريطانيا أول مستعمرة لها في أستراليا سنة 1788. [261]

#### الأمريكتان
في الأمريكتين استعمرت العديد من القوى الأوروبية وبنشاط القارات المكتشفة حديثًا، مما أدى إلى تشريد السكان الأصليين إلى حد كبير، وتدمير الحضارات المتقدمة مثل الأزتك والإنكا. أظهرت كلا من إسبانيا والبرتغال وبريطانيا وفرنسا توسعات إقليمية كبيرة، وتعهدت بتوطين أوروبي واسع النطاق، بالإضافة إلى استيراد أعداد كبيرة من العبيد الأفارقة. استحوذت البرتغال على البرازيل. واستحوذت إسبانيا على بقية أمريكا الجنوبية والوسطى وجنوب أمريكا الشمالية. استعمرت بريطانيا الساحل الشرقي لأمريكا الشمالية، واستعمرت فرنسا المنطقة الوسطى من أمريكا الشمالية. وقامت روسيا بغارات على الساحل الشمالي الغربي لأمريكا الشمالية مع وجود أول مستعمرة في ألاسكا الحالية سنة 1784، وبؤرة حصن روس في كاليفورنيا الحالية في 1812. [262] وفي سنة 1762 في خضم حرب السنوات السبع تنازلت فرنسا سرًا عن معظم مستعمراتها في أمريكا الشمالية لإسبانيا في معاهدة فونتينبلو. أعلنت المستعمرات الثلاث عشرة البريطانية استقلال تاريخ الولايات المتحدة سنة 1776، وصادقت عليها معاهدة باريس (1783)، منهية حرب الاستقلال الأمريكية. استرد نابليون بونابرت مستعمرات فرنسا من إسبانيا خلال حروبه سنة 1800، لكنه باعها إلى الولايات المتحدة في 1803 باسم صفقة شراء لويزيانا.

## الحقبة الحديثة المتأخرة (1750 إلى الوقت الحاضر)

### القرنان 18 و 19

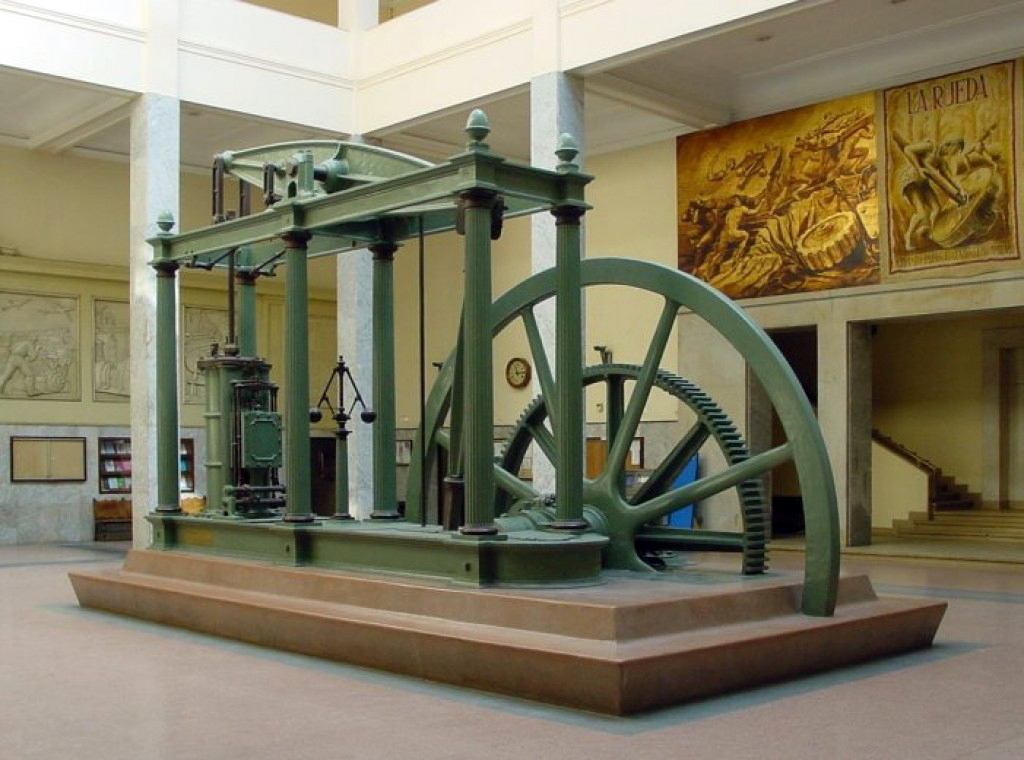
المحرك البخاري لجيمس واط الذي استهل الثورة الصناعية.

غيرت الثورة العلمية فهم البشرية للعالم، وتبعتها الثورة الصناعية، فهي تحول كبير في اقتصادات العالم. كان للثورة العلمية في القرن السابع عشر تأثير بسيط على التكنولوجيا الصناعية؛ ولكن مع النصف الثاني من القرن التاسع عشر بدأ التقدم العلمي يطبق بقوة على الاختراعات العملية. بدأت الثورة الصناعية في بريطانيا العظمى واستخدمت أنماطًا جديدة للإنتاج - المصنع والإنتاج الضخم والميكنة - لتصنيع مجموعة واسعة من السلع بشكل أسرع وباستخدام عمالة أقل مما كان مطلوبًا في السابق. كما أدى عصر التنوير إلى بدايات الديمقراطية الحديثة في الثورتين الأمريكية والفرنسية في أواخر القرن الثامن عشر. ونمت الديمقراطية والجمهوريانية ليكون لهما تأثير عميق على الأحداث العالمية ونوعية الحياة.

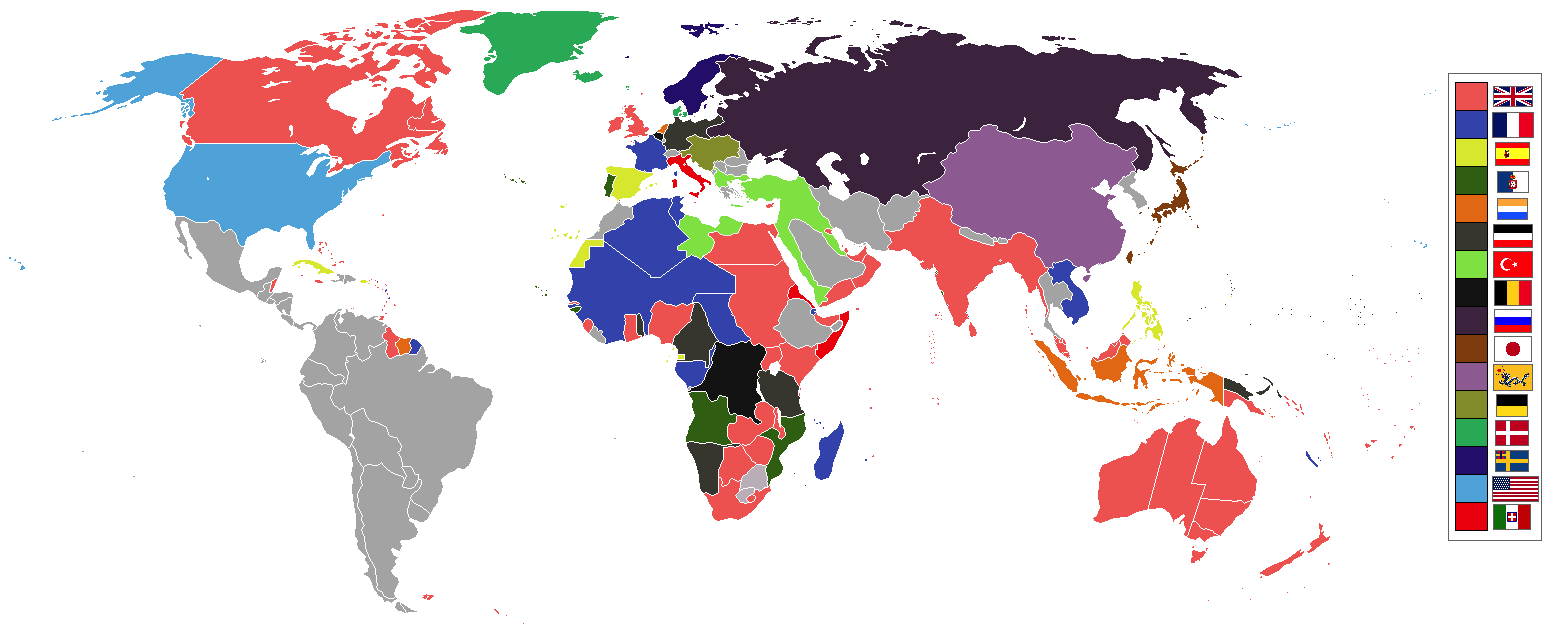
إمبراطوريات العالم في 1898

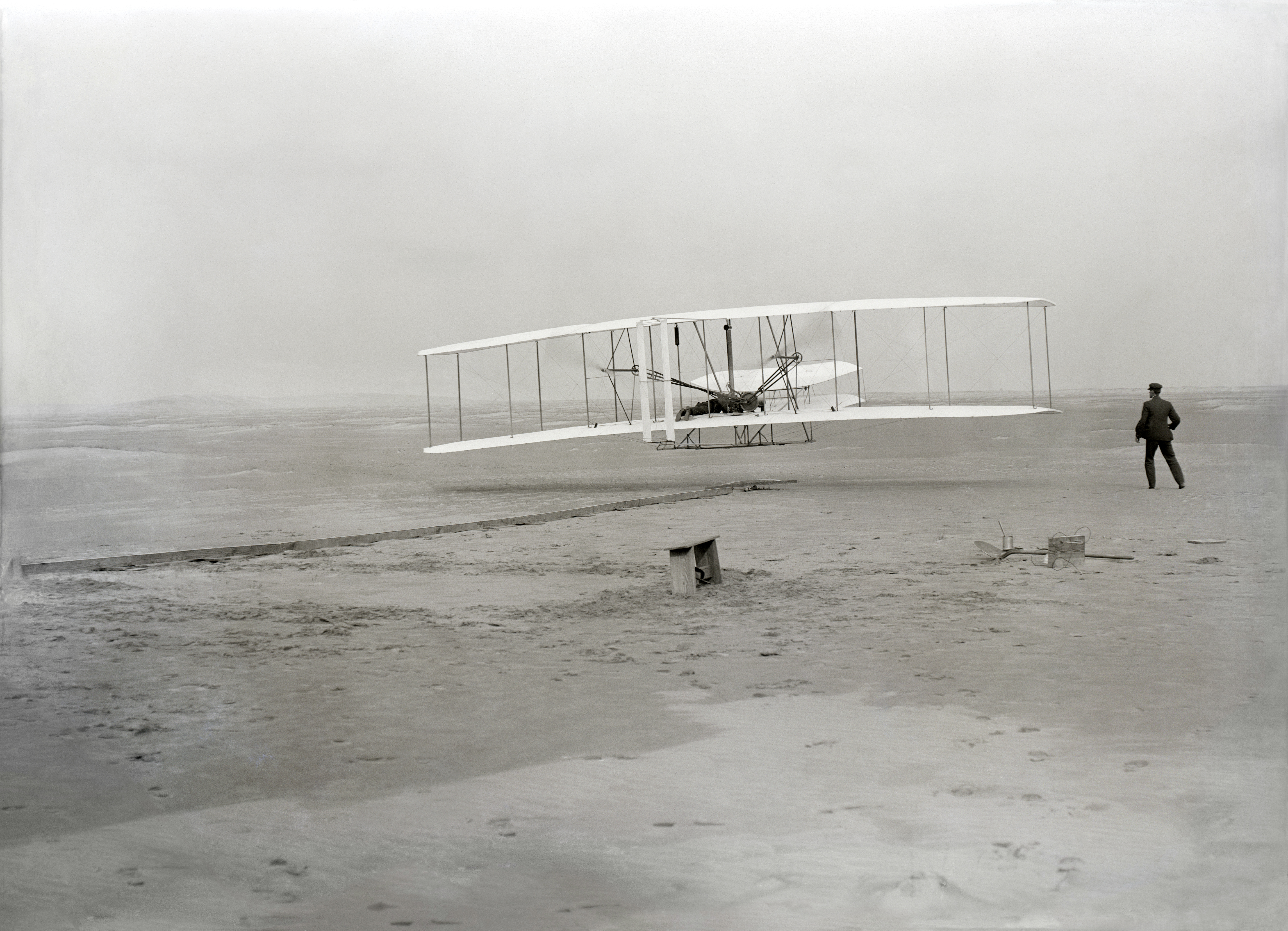
أول طائرة رايت فلاير، حلقت في 17 ديسمبر 1903.

بعد أن حقق الأوروبيون نفوذًا وسيطرة على الأمريكتين، تحولت الأنشطة الإمبراطورية إلى أراضي آسيا وأوقيانوسيا. فسيطرت بريطانيا على شبه القارة الهندية وبورما وشبه جزيرة الملايو. واستولى الفرنسيون على الهند الصينية. بينما عزز الهولنديون سيطرتهم على جزر الهند الشرقية الهولندية. وتعرضت الصين للدمار بعد تمرد تايبينغ، فتلك الحرب الأهلية هي الأكثر دموية في التاريخ، والتي أودت بحياة 20-30 مليون شخص مابين 1850 و 1864. استعمر البريطانيون أيضًا أستراليا ونيوزيلندا وجنوب إفريقيا مع هجرة أعداد كبيرة من المستعمرين البريطانيين إلى تلك المستعمرات. واستعمرت روسيا مناطق كبيرة في سيبيريا قبل استزراعها. وفي أواخر القرن التاسع عشر تقاسمت القوى الأوروبية المناطق المتبقية من إفريقيا. وفي أوروبا خلقت التحديات الاقتصادية والعسكرية نظامًا من الدول القومية، وبدأت التجمعات العرقية الثقافية في تعريف نفسها على أنها أمم مميزة ذات تطلعات إلى الاستقلال الثقافي والسياسي. وأصبح الفكر القومي مهم للشعوب في جميع أنحاء العالم في القرن العشرين.
كانت المزايا التي طورتها أوروبا بحلول منتصف القرن الثامن عشر اثنتين: ثقافة ريادة الأعمال، والثروة الناتجة عن تجارة الأطلسي (بما في ذلك تجارة العبيد الأفارقة). بلغت أرباح تجارة الرقيق ومزارع الهند الغربية 5٪ من الاقتصاد البريطاني في وقت الثورة الصناعية. خلص بعض المؤرخين إلى أنه في 1750 كانت إنتاجية العمل في المناطق الأكثر تقدمًا في الصين لا تزال على قدم المساواة مع الاقتصاد الأطلسي في أوروبا؛ ويعتقد مؤرخون آخرون مثل أنجوس ماديسون أن إنتاجية الفرد في أوروبا الغربية قد تجاوزت في أواخر العصور الوسطى مثيلتها في جميع المناطق الأخرى.
وخلال الثورة الصناعية الثانية، أدت مجموعة جديدة من التطورات التكنولوجية بما في ذلك الطاقة الكهربائية ومحرك الاحتراق الداخلي وتصنيع خطوط التجميع إلى زيادة الإنتاجية مرة أخرى. وفي الوقت نفسه ازداد بقوة التلوث الصناعي والضرر البيئي الموجود منذ اكتشاف النار وبدء الحضارة.

### القرن 20

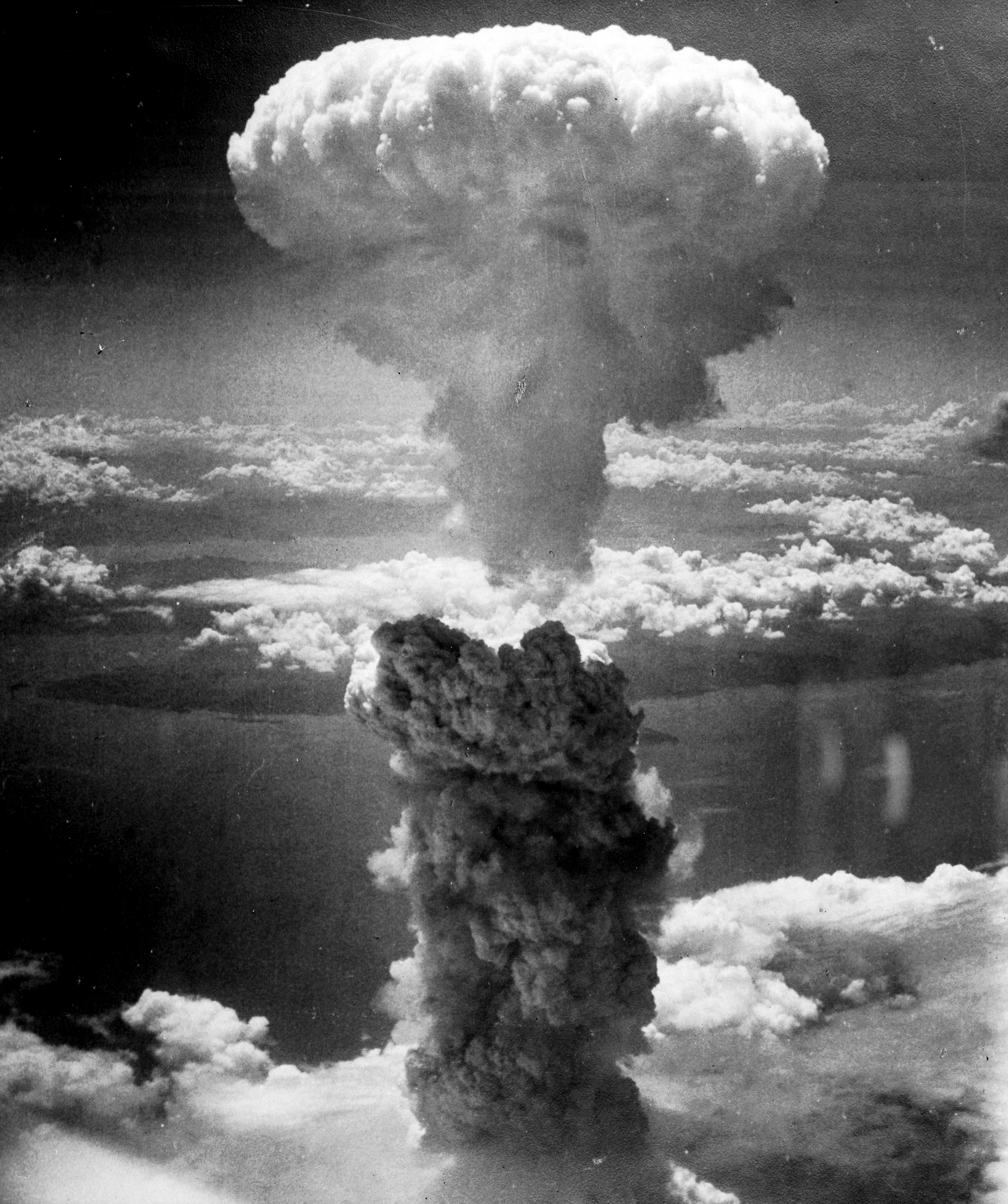
القصف الذري: هيروشيما ناگازاكي 1945

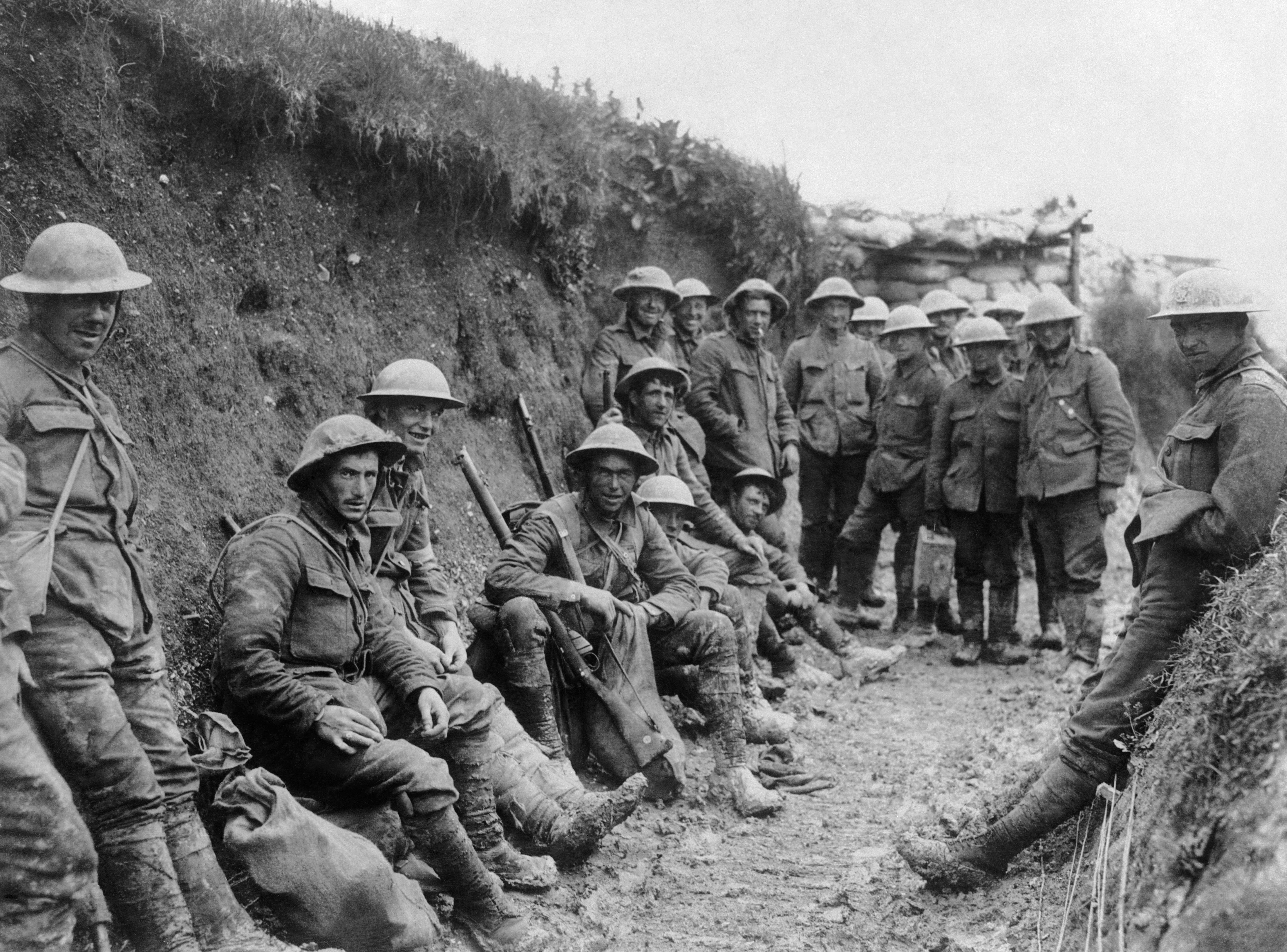
حرب الخنادق في الحرب العالمية الأولى

افتتح القرن العشرين بأوروبا في ذروة الثروة والسلطة، ووجود جزء كبير من العالم تحت سيطرتها الاستعمارية المباشرة أو هيمنتها غير المباشرة. وتأثرت الكثير من أمم العالم بالدول الأوروبية، مثل الولايات المتحدة واليابان. ومع بداية القرن تعرض النظام العالمي الذي تهيمن عليه القوى المتنافسة لضغوط شديدة، وفي النهاية استسلم لبنية دول قومية مستقلة أكثر مرونة.
جرى تمرير هذا التحول من خلال حروب ذات نطاق ودمار لا مثيل لهما. أدت الحرب العالمية الأولى إلى انهيار أربع إمبراطوريات - النمسا-المجر والإمبراطورية الألمانية والدولة العثمانية والإمبراطورية الروسية - وضعفت المملكة المتحدة وفرنسا. كانت الإبادة الجماعية للأرمن والآشوريين واليونانيين عبارة عن دمار منظم وقتل جماعي وطرد خلال الحرب العالمية الأولى للأرمن والآشوريين واليونانيين في الدولة العثمانية بقيادة جمعية الاتحاد والترقي الحاكمة. وتسببت الإنفلونزا الإسبانية من 1918 - 1920 بوفاة حوالي 25 مليون شخص. وبعد الحرب برزت أيديولوجيات قوية إلى الصدارة. أنشأت الثورة الروسية سنة 1917 أول دولة شيوعية، بينما شهد عقدي 1920 و 1930 سيطرة ديكتاتوريات فاشية عسكرية في إيطاليا وألمانيا وإسبانيا وأماكن أخرى.

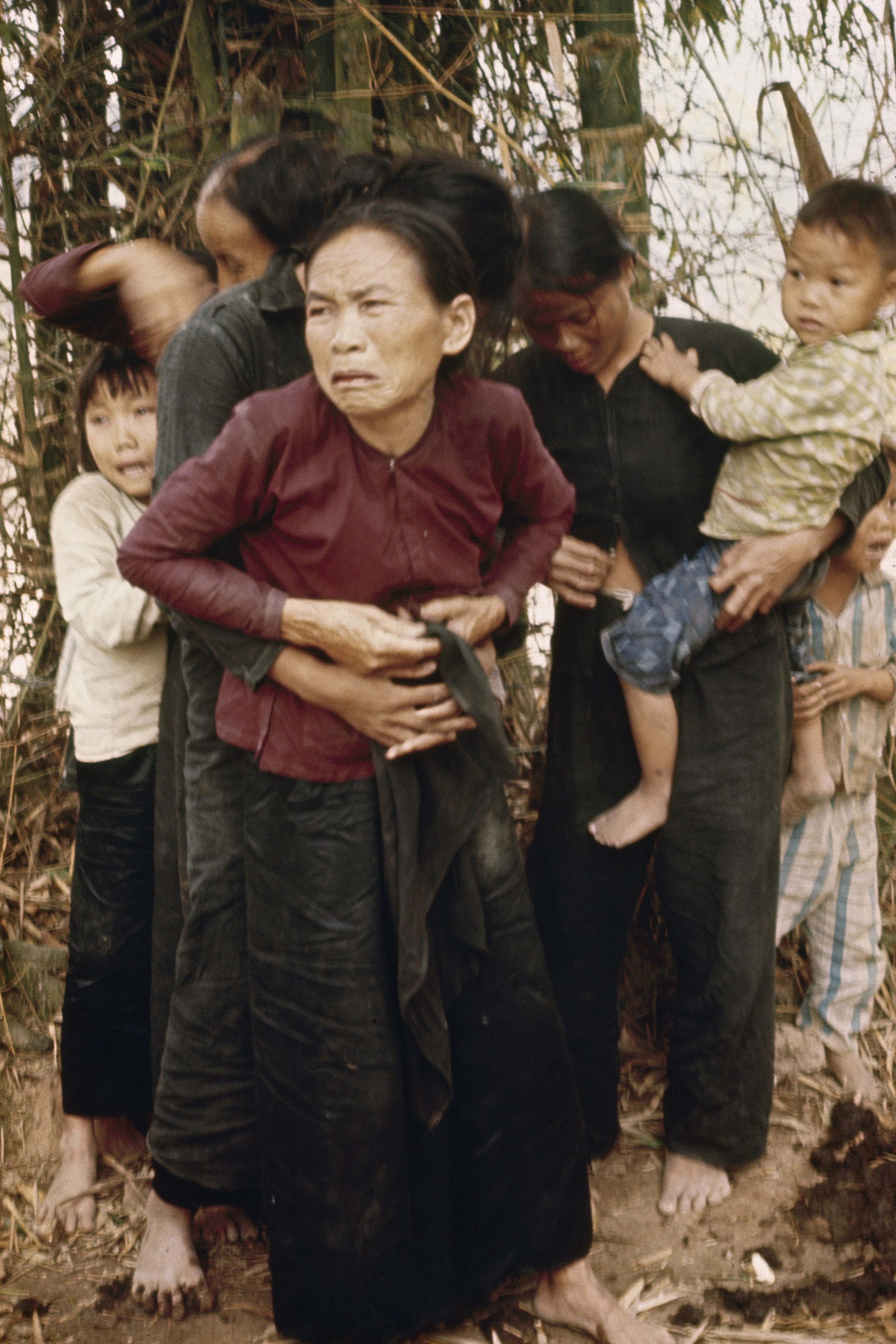
مذبحة ماي لاي في فيتنام 1968، حيث عانى المدنيون بشدة جراء حروب القرن العشرين.

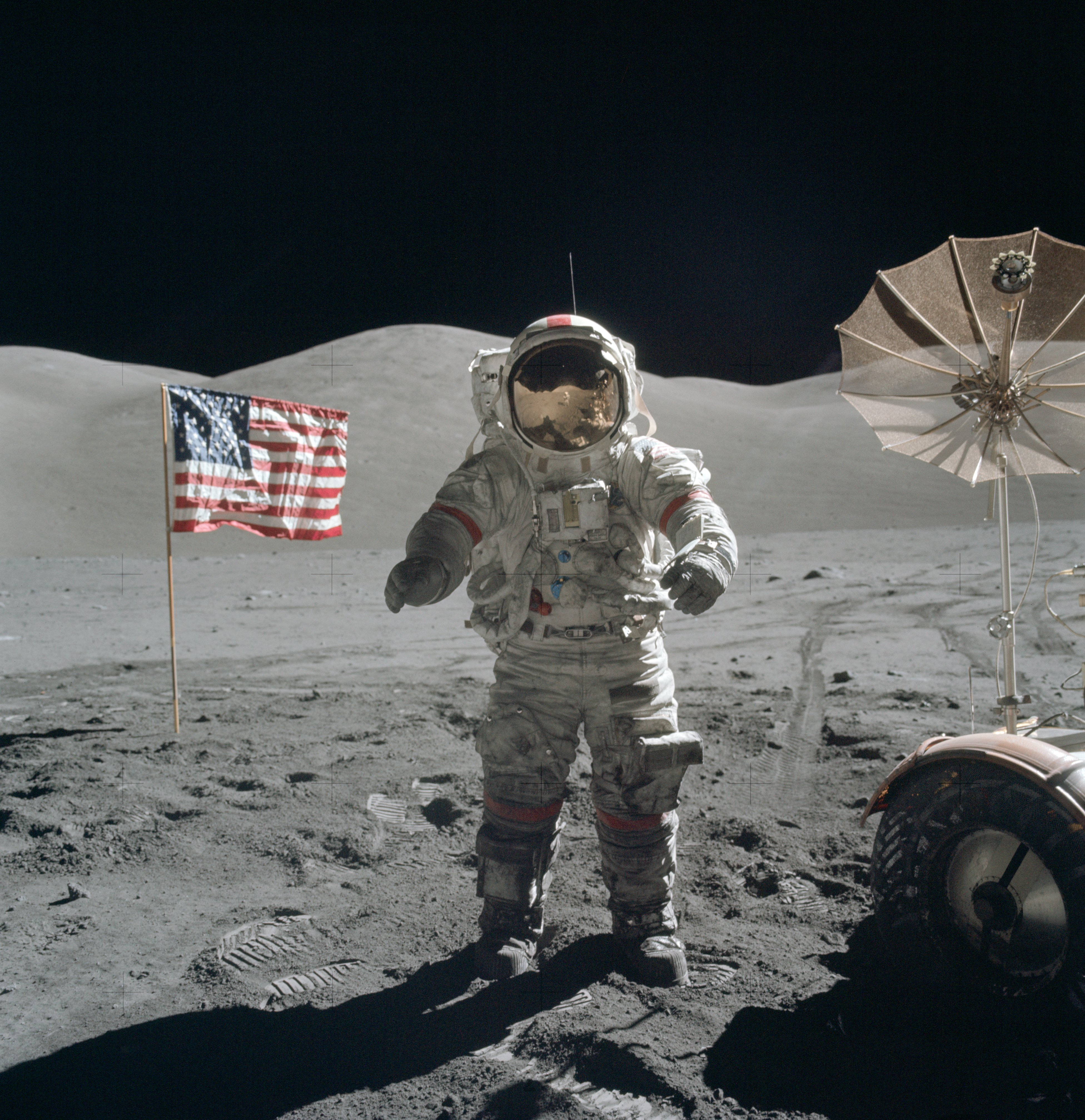
آخر هبوط على القمر: أبولو 17 (1972)

اندلعت اضطرابات اقتصادية بعد الكساد الكبير مما ساهم بتأجيج النزاعات القومية المستمرة التي عجلت بالحرب العالمية الثانية. وسارت الديكتاتوريات العسكرية في أوروبا واليابان مسارًا محكومًا عليه بالفشل من التوسع الإمبريالي، حيث قامت ألمانيا النازية بقيادة أدولف هتلر بتنظيم الإبادة الجماعية لليهود في الهولوكوست، بينما قتلت الإمبراطورية اليابانية ملايين الصينيين.
فتحت هزيمة دول المحور في الحرب العالمية الثانية أمام قوات الحلفاء الطريق أمام تقدم الشيوعية في أوروبا الشرقية والصين وكوريا الشمالية وفيتنام الشمالية وكوبا.
عندما انتهت الحرب العالمية الثانية في 1945، نالت مستعمرات الإمبراطوريات البلجيكية والبريطانية والهولندية والفرنسية وغيرها من إمبراطوريات أوروبا الغربية استقلالها الرسمي في آسيا وإفريقيا. شكلت معظم دول أوروبا الغربية ووسط أوروبا تدريجيًا مجتمعًا سياسيًا واقتصاديًاإسمه الاتحاد الأوروبي، وتم إنشاء الأمم المتحدة على أمل منع الحروب المستقبلية، حيث تم تشكيل عصبة الأمم بعد الحرب العالمية الأولى. تركت الحرب العالمية الثانية قوتين رئيسيتين لهما تأثير قوي على الشؤون الدولية، وهما الولايات المتحدة والاتحاد السوفيتي. كان كل منهما متشككًا في الآخر ويخشى الانتشار العالمي للنموذج الاقتصادي السياسي للرأسمالي والشيوعي على التوالي. أدى ذلك إلى اندلاع الحرب الباردة التي استمرت 45 عامًا من سباق التسلح والمواجهة بين الولايات المتحدة وحلفائها من جهة، والاتحاد السوفيتي وحلفائه من جهة أخرى.
ومع ظهور الأسلحة النووية في الحرب العالمية الثانية وانتشارها اللاحق، تعرضت البشرية جمعاء لخطر الحرب النووية بين القوتين العظميين، كما يتضح من العديد من الحوادث، وأبرزها أزمة الصواريخ الكوبية في أكتوبر 1962. نظرًا لأن مثل هذه الحرب غير مفيدة فقد شنت القوى العظمى بدلاً من ذلك حروبًا بالوكالة في دول العالم الثالث غير المسلحة نوويًا. وخلال سنوات 1969 و 1972 هبط اثنا عشر رائد فضاء أمريكيًا على القمر وعادوا بأمان إلى الأرض، وكان ذلك جزءًا من سباق الفضاء للحرب الباردة.
في الصين نفذ ماو تسي تونغ إصلاحات التصنيع والتجميع وهو جزء من القفزة العظيمة للأمام (1958-1962)، مما أدى إلى ظهور مجاعة (1959-1961) ووفاة مابين 30-40 مليون شخص. وبعد ماو دخلت الصين فترة من التحرر الاقتصادي والنمو السريع، مع توسع الاقتصاد بنسبة 6.6٪ سنويًا من 1978 إلى 2003.
انتهت الحرب الباردة بسلام في عام 1991 بعد مظاهرات النزهة في عموم أوروبا والسقوط اللاحق للستار الحديدي وجدار برلين وانهيار الكتلة الشرقية وحلف وارسو. انهار الاتحاد السوفيتي، ويرجع ذلك جزئيًا إلى عدم قدرته على التنافس اقتصاديًا مع الولايات المتحدة وأوروبا الغربية. وبالمثل بدأت الولايات المتحدة في إظهار علامات الانزلاق في نفوذها الجيوسياسي، وازدياد عدم المساواة الاقتصادية.
ومن الناحية التقنية فقد أدت الاستعدادات للحرب الباردة لردع أو خوض حرب عالمية ثالثة إلى تسريع التقدم في التقنيات التي على الرغم من تصورها قبل الحرب العالمية الثانية تم تنفيذها لمتطلبات تلك الحرب، مثل الطائرات النفاثة والصواريخ والحاسوب. وفي العقود التي أعقبت الحرب العالمية الثانية أدت تلك التطورات إلى السفر بالطائرة؛ وأقمار صناعية ذات تطبيقات لا حصر لها، بما في ذلك نظام التموضع العالمي. والإنترنت والذي بدأ في التسعينيات يكتسب قوة جذب كونه من أشكال الاتصالات. أحدثت هذه الاختراعات ثورة في حركة الناس والأفكار والمعلومات.
ومع ذلك لم تكن كل التطورات العلمية والتكنولوجية في النصف الثاني من القرن العشرين تتطلب زخمًا عسكريًا أوليًا. شهدت تلك الفترة أيضًا تطورات رائدة مثل اكتشاف بنية الحمض النووي وتسلسل الحمض النووي، القضاء على الجدري في جميع أنحاء العالم، الثورة الخضراء في الزراعة، إدخال الهاتف الخلوي، اكتشاف الصفائح التكتونية، استكشاف الفضاء بواسطة طاقم وغير مأهول، والاكتشافات التأسيسية في الظواهر الفيزيائية التي تتراوح من أصغر الكيانات (فيزياء الجسيمات) إلى أكبر كيان (علم الكون الفيزيائي).

### القرن 21

التمدد العمراني السريع لمدن الصين في القرن 21 (في الصورة: شنغهاي).

تميز القرن الحادي والعشرون بتنامي العولمة الاقتصادية وتكاملها، مع ما يترتب على ذلك من مخاطر متزايدة على الاقتصادات المترابطة، كما يتضح من الركود الكبير أواخر عقد 2000 حتى بداية عقد 2010. وشهدت تلك الفترة أيضًا توسعًا في الاتصالات بالهواتف الذكية والإنترنت، مما تسبب في حدوث تغييرات مجتمعية أساسية في الأعمال والسياسة والحياة الشخصية للأفراد.
ارتفع تأثير البشرية على الأرض بسبب تزايد السكان والتصنيع. تساهم الطلبات المتزايدة في تدهور البيئة وتغير المناخ.
وفي 2020 تسببت جائحة فيروس كورونا في تعطيل التجارة العالمية بقوة والركود في الاقتصاد العالمي. اعتبارًا من 2022 توفي أكثر من ستة ملايين شخص من تلك الجائحة.